# Esztergomi bazilika
Az esztergomi bazilika (teljes nevén Nagyboldogasszony- és Szent Adalbert-főszékesegyház, németül: Primatialbasilika Mariä Himmelfahrt und St. Adalbert) klasszicista stílusban épült római katolikus főszékesegyház Esztergom városában, Komárom-Esztergom vármegyében. A főszékesegyház a magyar klasszicista építészet egyik grandiózus alkotása, a magyar katolikus egyház kiemelkedő jelentőségű szakrális épülete, amely az ország főegyházmegyéjének érseki székhelyeként szolgál a budapesti Szent István-bazilika mellett.
Az esztergomi bazilika külső méreteit tekintve Magyarország legnagyobb egyházi építménye. Az altemplomtól a kupola gömbjéig mért 100 méteres magasságával az ország második legmagasabb épülete – 2022-es átadását követően csak a MOL-székház előzi meg. Alapterületét és befogadóképességét illetően a templom Európa harmadik legnagyobb bazilikája, és a világon is a jelentős méretű templomok közé sorolható.
A főszékesegyház megalkotásakor beépítésre került a középkori Szent Adalbert-székesegyház egyetlen épen maradt része, a Bakócz-kápolna, ami a magyar reneszánsz egyházi építészet egyetlen fennmaradt alkotása. Emellett a bazilikában található az ország leggazdagabb egyházi kincstára, a Főszékesegyházi Kincstár, továbbá a bazilika altemploma az esztergomi érsekek egyik legfontosabb temetkezési helye: 1991-es újra temetése óta itt nyugszik Mindszenty József, aki előtt II. János Pál pápa is lerótta kegyeletét.

## Előzmények
Főcikk: a középkori Szent Adalbert-székesegyház
A mai főszékesegyház az esztergomi Szent István téren, az egykori királyi vár területén emelkedik. Az épület helyén már a középkorban is szakrális jelentőségű templom állt: a hagyomány szerint Szent István király alapította a Boldogságos Szűz Mária és Szent Adalbert tiszteletére. Ez a korai székesegyház nem csupán liturgikus központként, hanem a magyar államiság és kereszténység szimbolikus helyszíneként is funkcionált. A a középkori Szent Adalbert-székesegyház 1180-ban egy tűzvész következtében súlyosan megrongálódott, azonban Jób érsek – III. Béla király támogatásával – helyreállíttatta.
A megújított templom a késő középkor folyamán többször is bővítésen és átépítésen esett át, mígnem 1543-ban, Esztergom török ostromakor súlyos károkat szenvedett. A város elestét követően az oszmán haderő a székesegyházat stratégiai megfontolásokból részben lebontotta, másrészt a megmaradt részeket dzsáminak használta. 1594-ben, a vár visszafoglalására tett hadművelet során a templomban tárolt lőpor felrobbant, amely az épület szinte teljes pusztulását eredményezte. A középkori székesegyházból egyedül Bakócz Tamás érsek által 1506 és 1511 között reneszánsz stílusban építtetett Annuntiatio-kápolna maradt fenn, amely később a klasszicista bazilika részévé vált. A romos állapotú egyházi épületek pótlására Mária Terézia 1768 és 1770 között egy új barokk templomot építtetett Szent István tiszteletére, a vár középpontjában.
Az eredeti székesegyház maradványait végül Barkóczy Ferenc és Rudnay Sándor hercegprímási működése idején távolították el, hogy helyet adjanak a jelenlegi klasszicista stílusban épült bazilikának. Az új főszékesegyház létrejötte egyben az esztergomi érseki székhely történelmi jelentőségének újraalapozását is szimbolizálta, egy olyan korban, amikor a magyar egyházi és nemzeti identitás újrafogalmazása vált szükségessé a török hódoltság és a Habsburg központosítás kihívásai közepette.

## Története
Lásd még: az Esztergom története cikket

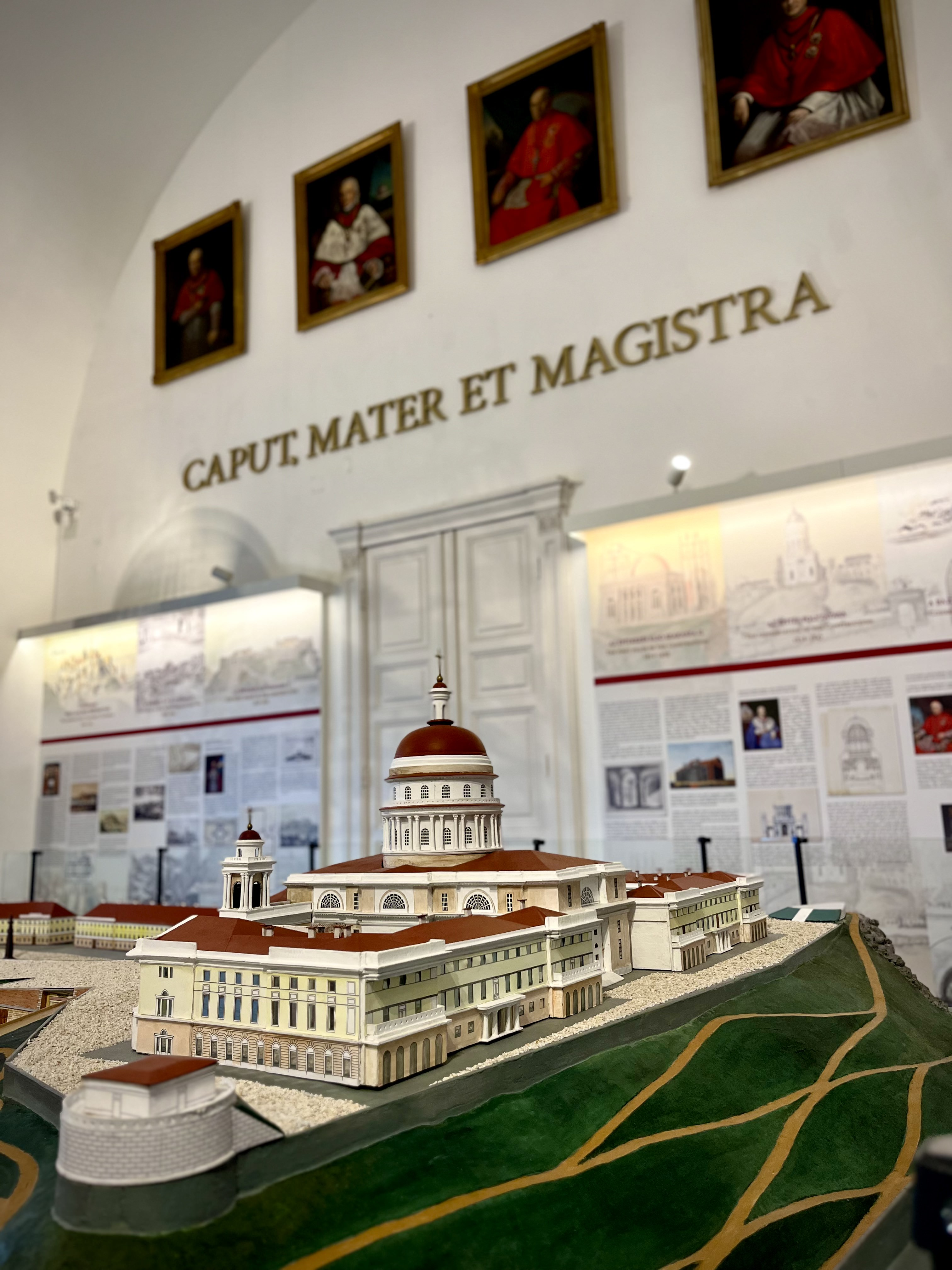
A székesegyház és a várhegy eredeti terveit bemutató makett a bazilika emeletén található Főszékesegyházi Kincstár melletti építéstörténeti kiállításon

Rudnay Sándor hercegprímás grandiózus elképzelése az volt, hogy Esztergomot ismét az ország egyházi központjává emeli, egyfajta „Magyar Siont” létrehozva. Ennek szellemében egy, az egész Várhegyet betöltő, monumentális egyházi épületegyüttes terve született meg, amelynek makettje ma is megtekinthető a Főszékesegyházi Kincstár melletti építéstörténeti kiállításon. Az ambiciózus elképzelés azonban csak részben valósulhatott meg, elsősorban a korlátozott anyagi források miatt. A komplexumból végül csupán a székesegyház, az Ószeminárium épülete, a Sötétkapu és az északi és déli kanonoksor valósult meg. Az építkezést a bécsi udvar ellenszenvvel figyelte: ellenezték, hogy a Habsburg Birodalom legnagyobb temploma éppen Esztergomban, a Magyar Királyságban létesüljön, és nem Bécsben.
Az alapkő letételére 1822-ben, Szent Adalbert emléknapján, április 23-án került sor ünnepélyes keretek közepette József nádor és számos egyházi és világi előkelőség jelenlétében. Az építkezés jelentős szakasza 1831-re készült el: befejeződött a hatalmas, óegyiptomi stílusú altemplom építése, valamint elkészültek a főfalak nagy részei. Az altemplom monumentalitása Kazinczy Ferencet is megihlette, aki így írt róla: „Egyiptusi lélek szállja meg a nézőt, midőn itt a temérdek izmú oszlopokat látja…”. Az építkezés vezetője, Packh János 1838-ban rejtélyes körülmények között életét vesztette, ami újabb kihívást jelentett a projekt számára. A hercegprímás ezt követően Hild Józsefet bízta meg a munkálatok folytatásával, aki módosításokat eszközölt a terveken, többek között átdolgozta a keleti homlokzatot, így a bazilika végső formája nagyrészt az ő nevéhez fűződik.

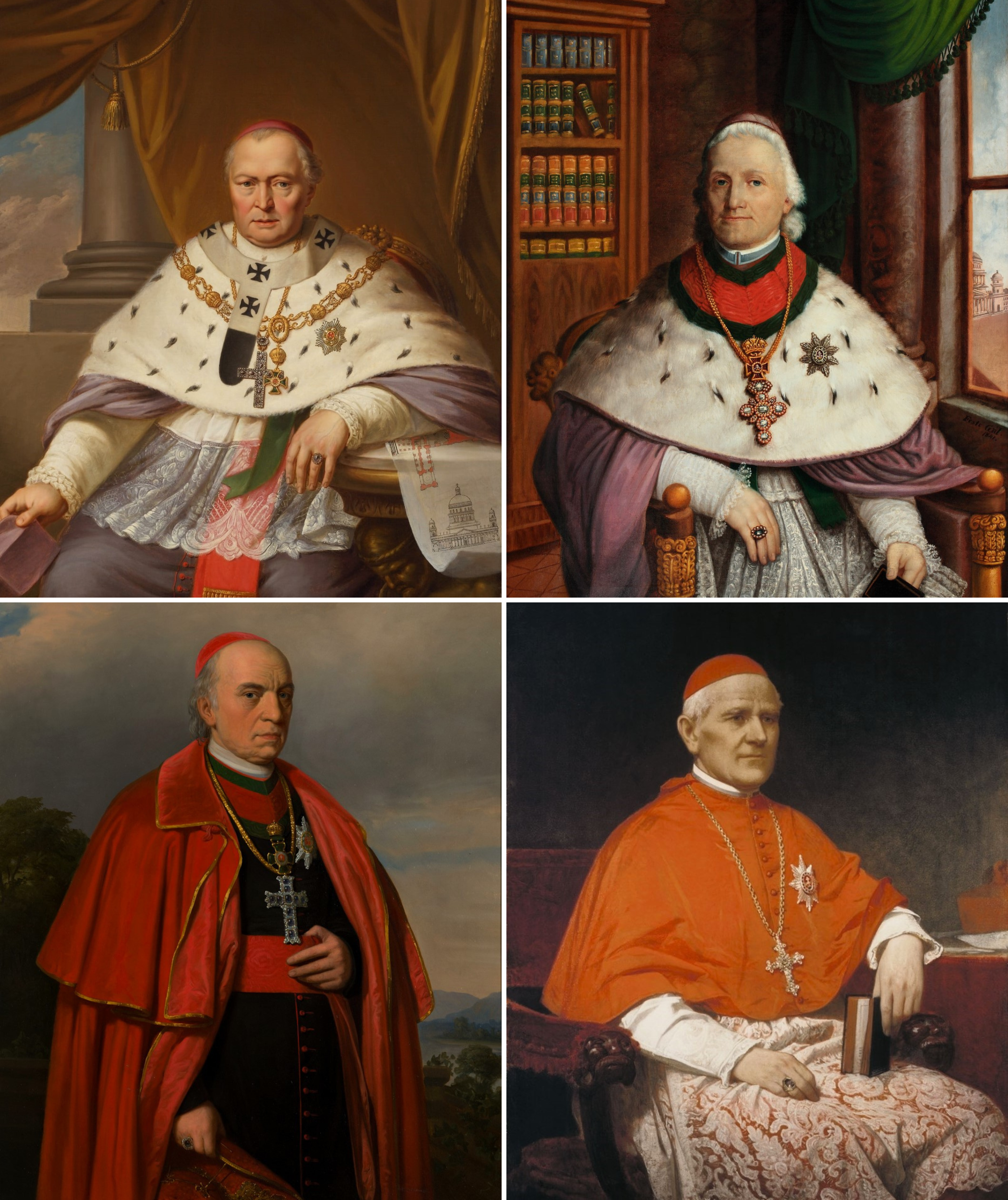
A bazilika négy építtetője (fentről balról jobbra): Rudnay Sándor, Kopácsy József, Scitovszky János, Simor János

1846-ban került fel a kereszt a kupola csúcsára, ami az épület külső megjelenésének szimbolikus lezárását jelentette. Az 1848–49-es forradalom és szabadságharc után az újonnan kinevezett érsek, Scitovszky János fokozott sürgetéssel szorgalmazta a templom mielőbbi befejezését. Az építkezés egyik kiemelkedő momentuma a Bakócz-kápolna integrálása volt: a reneszánsz stílusú kápolnát, amely az eredeti Szent Adalbert-székesegyház egyetlen fennmaradt egysége, mintegy 1600 darabra bontották szét, és a bazilika testébe építették be. A bal oldali harangtoronyban helyezték el a mintegy hat tonnás Nagyboldogasszony-harangot. A bazilika ünnepélyes felszentelésére 1856. augusztus 31-én került sor – jóval az építkezés teljes befejezése előtt –, amelyen Ferenc József császár is jelen volt. Az eseményre Liszt Ferenc az Esztergomi mise című művét komponálta, amelyet a zeneszerző személyesen vezényelt le az ünnepi alkalmon.
A második világháború jelentős károkat okozott az épületben: mintegy 95 gránát és bomba csapódott be a bazilikába, többek között súlyosan megrongálva az oszlopcsarnok egyik oszlopát, valamint a kupola héjazatát is. A háborút követően az épület helyreállítása csak fokozatosan valósulhatott meg. 2005. június 26-án Szili Katalin, az Országgyűlés akkori elnöke avatta fel a főszékesegyház új díszkivilágítását, amely 112 millió forintból valósult meg. Az installáció 250 reflektorral, összesen közel 80 kilowatt teljesítménnyel emelte ki az épület látványát. 2006-ban megújult a harangtorony, majd 2007-ben bejelentették a bazilika alatti pincerendszer felújítását is. 2009-ben a Mindszenty József bíboros emlékét őrző kiállítás az Ószemináriumból a bazilikába, annak kincstárában kialakított különterembe került át. Ugyanebben az évben nagyszabású felújítási munkák kezdődtek: átalakították a bazilikához vezető feljárót, újraszigetelték az alatta lévő monumentális belső tereket, kijavították a háborús károkat, valamint a kupolát tartó oszlopcsarnok alsó részében kilátókörfolyosót létesítettek.
2019 tavaszán újabb átfogó rekonstrukció vette kezdetét, amely során megkezdődött a főbejárat és közvetlen környezetének megújítása, valamint a kupola teljes körű felújítása is. A projekt részeként megszépül az északi oldalhajó, továbbá lift segíti majd a látogatókat az épület emeletén található Főszékesegyházi Kincstárhoz és a panorámateremhez való eljutásban.

## Épületleírás

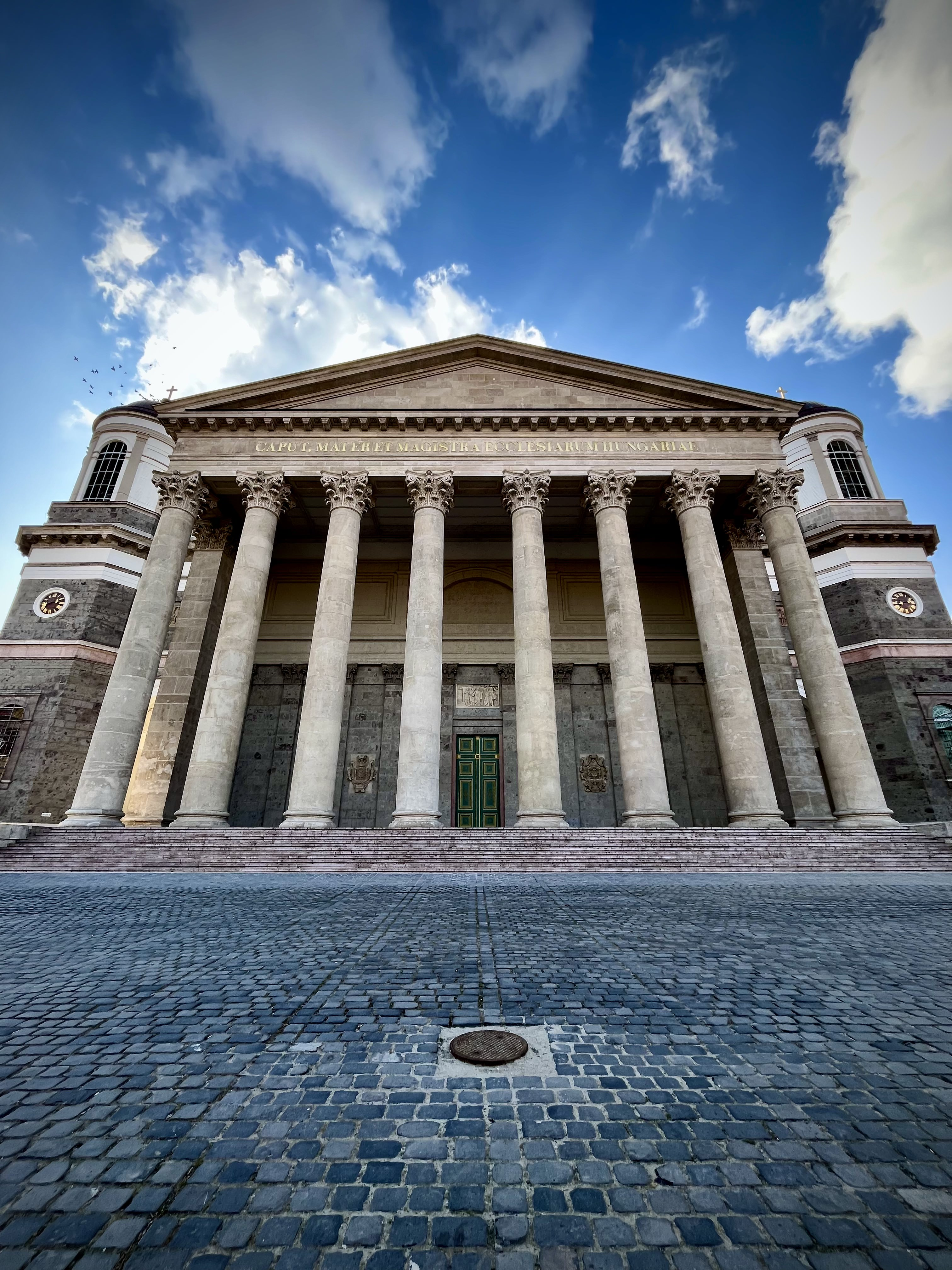
A bazilika főhomlokzata a nyolc darab 22 méteres oszlopfőkkel, felette a felirat: CAPUT MATER ET MAGISTRA ECCLESIARUM HUNGARIAE – „A magyarországi egyházak feje, anyja és tanítója”

Az esztergomi bazilika a magyar klasszicista építészet egyik legimpozánsabb alkotása, ami rendkívüli méreteivel és szerkezeti kialakításával tűnik ki a hazai és közép-európai templomépítészetből. Az épület belső alapterülete 5660 négyzetméter, hossza 118 méter, szélessége 49 méter. A központi teret uraló, félgömb alakú kupolát huszonnégy oszlop támasztja alá, az oszlopsorok között tizenkét ablak biztosítja a belső tér természetes megvilágítását.
A kupola belső magassága 71,5 méter, átmérője eléri a 33,5 métert. Az altemplomtól számítva a kupola legmagasabb pontjáig az épület teljes vertikális kiterjedése pontosan 100 méter, amely értékkel a bazilika Magyarország második legmagasabb épülete. A látogatók a bejárattól indulva, több szakaszban közel négyszáz lépcsőfokon juthatnak fel a kupola erkélyéig, ahonnan egyedülálló panoráma nyílik Esztergom városára és a környező tájra.
A kupolát záró gömb átmérője 2,5 méter, amelyet egy 7 méter magas kereszt koronáz meg. A főhomlokzatot uraló timpanont nyolc, egyenként 22 méter magas oszlop tartja. Az ezekhez kapcsolódó harangtornyok 57 méter magasságban végződnek, monumentális sziluettet kölcsönözve az épületnek. Az épület statikai stabilitását a rendkívüli méretű, 17 méter vastagságú falak biztosítják, amelyek Közép-Európa legvastagabb falrendszerét alkotják.

### Külső homlokzat

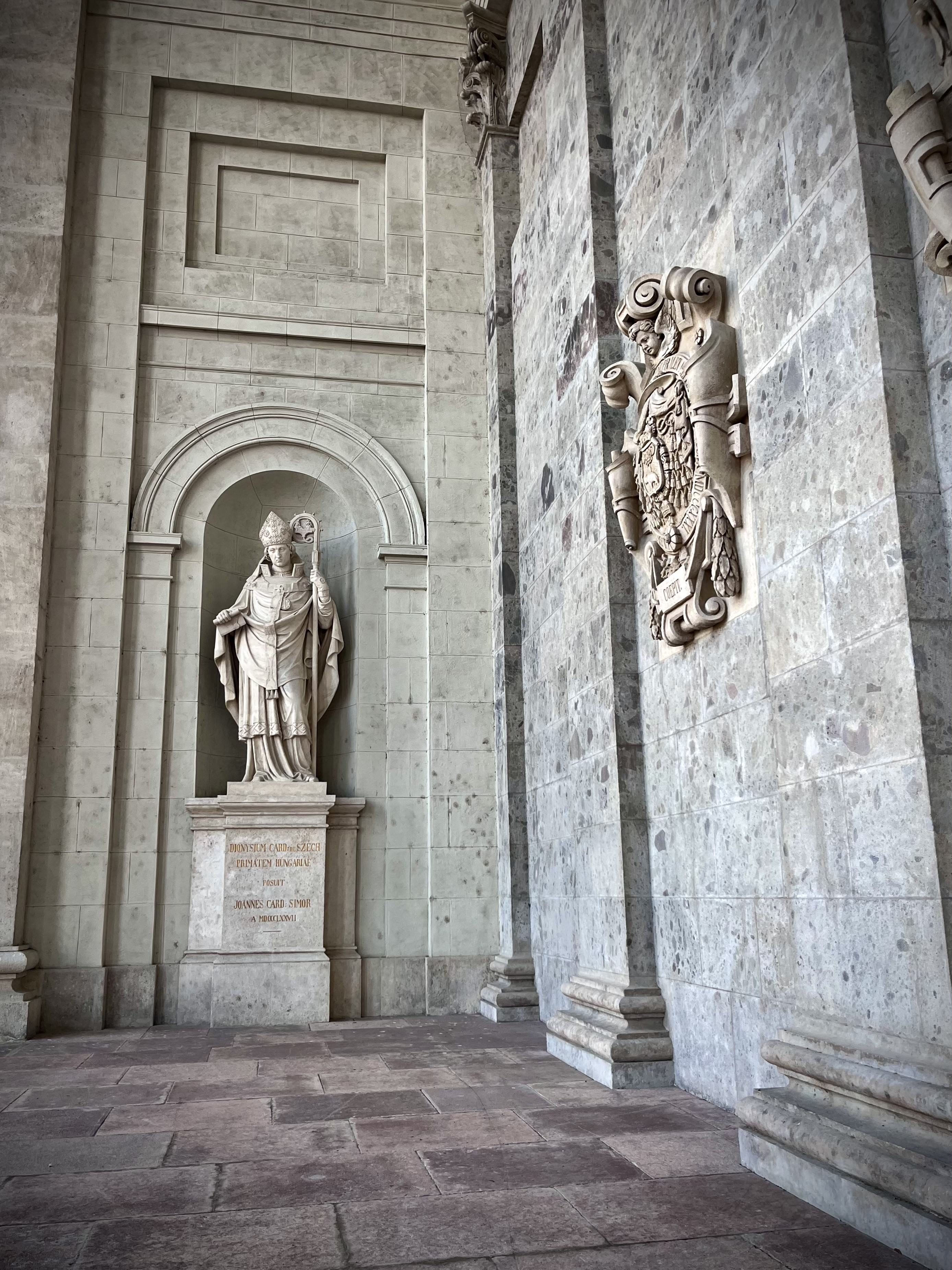
Szécsi Dénes szobra az előcsarnok egyik fülkéjében, és Rudnay Sándor kőcímere

Ha a főbejárat felől tekintünk a bazilikára, nyolc monumentális, kompozitfővel díszített oszlop vezeti be az előcsarnokot. Ezek 22 méteres magasságba emelkednek, és alkotják a főhomlokzat timpanonjának tartószerkezetét. Az oszlopcsarnok hátsó falát négy hatalmas kőcímer díszíti, amelyek a főszékesegyház építési szakaszait jelölik latin feliratokkal: coepit (elkezdte – Rudnay Sándor), continuavit (folytatta – Kopácsy József), consecravit (felszentelte – Scitovszky János), consummavit (befejezte – Simor János).
Ezeket a bécsi Johann Hutterer készítette, aki Simor prímás megbízásából két hatalmas kőszobrot is alkotott a csarnok fülkéibe: Szécsi Dénes bíboros és Hunyadi János kormányzó alakjait, akik az előző, gótikus székesegyházhoz kötődnek. A főkapu két oldalán Kiss György szobrai állnak: balra Nagy Lajos király, jobbra Telegdi Csanád érsek. Ez a négy szoboralak a folytonosságot hirdeti a középkori és a klasszicista templomépítészet között. A kapu fölött kőbe vésett latin felirat olvasható: CAPUT MATER ET MAGISTRA ECCLESIARUM HUNGARIAE – „A magyarországi egyházak feje, anyja és tanítója.” Közvetlenül alatta egy dombormű jelenet látható: Jézus hívja Zakeust – Johann Meixner munkája.

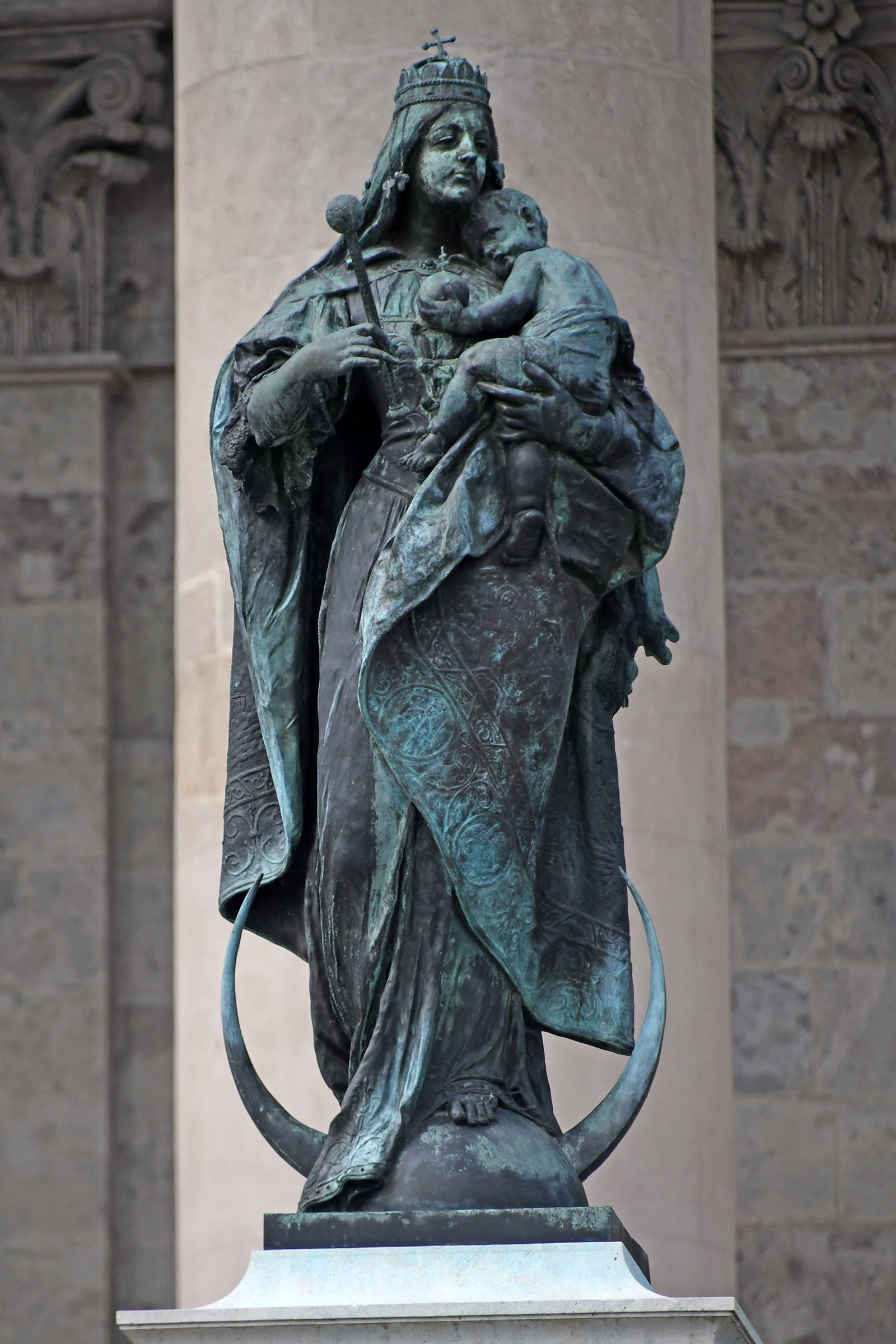
A főszékesegyház előtti Magyarok Nagyasszonya-szobor (Kiss György, 1905)

A két melléktorony, amelyek a főhomlokzatot keretezik, 57 méter magasak a járdaszinttől mérve, míg a középen emelkedő kupola és keresztje pontosan 100 méter, ezz az altemplomtól számítva a bazilika Magyarország második legmagasabb épülete. A kupola erkélye mintegy 400 lépcső megmászása után érhető el. A kupola tetején található 2,5 méteres átmérőjű gömböt egy 7 méter magas kereszt koronázza. A melléktornyokat összekötő ívek felett két további dombormű is Meixner munkája: bal oldalon az alapkőletétel, jobb oldalon a felszentelés jelenetét örökítette meg. A nyugati homlokzatot és az oldalpárkányokat egykor Marco Casagrande nagyméretű kőszobrai díszítették – ezek Szent Istvánt, Szent Lászlót, Szent Pétert, Szent Pált, az Egyházat és a négy evangélistát ábrázolták. Óriási súlyuk miatt később eltávolították őket, helyükre három spiáterszobor került, szintén Kiss Györgytől, amelyek azonban a második világháború során megrongálódtak.
Ma a nyugati homlokzatot négy dombormű, két angyalalak, két jelenet és egy latin felirat díszíti. A domborművek közül az egyik Szent István országfelajánlását, a másik Szent Lászlót ábrázolja, amint felkínálják neki a keresztes hadak vezérségét. Ezeket Casagrande faragta. A felirat aranyozott vörösréz betűkkel hirdeti: QUAE SURSUM SUNT QUAERITE – „Az odafent valókat keressétek.”

### Belső tér

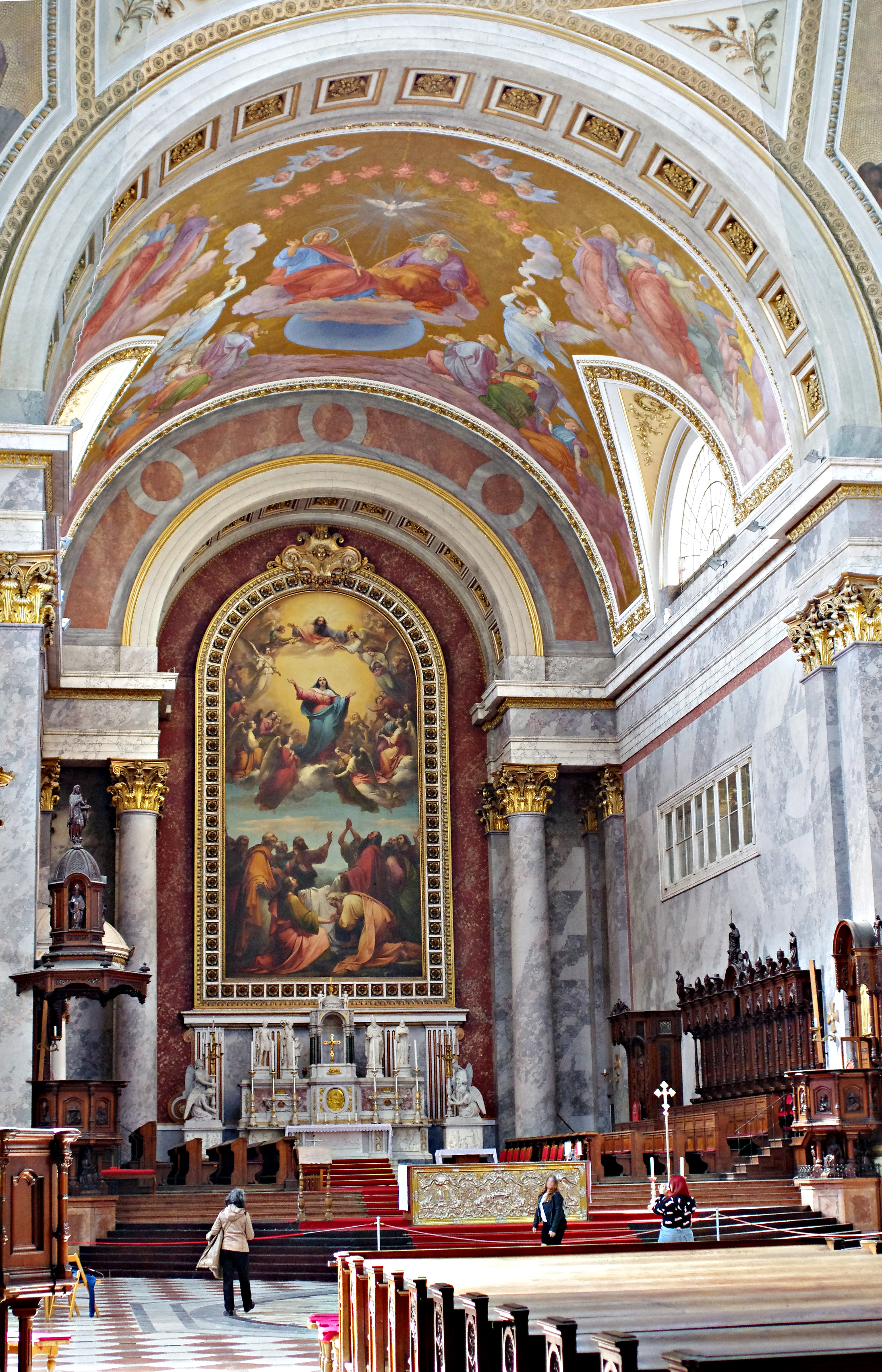
A világ legnagyobb egyvászonra festett oltárképe, a Mária mennybevitele (Tiziano után Michelangelo Grigoletti)

A Bazilikába lépve a látogatót elsőként a monumentális főoltárkép ragadja magával. A megbízást Michelangelo Grigoletti velencei festő kapta, akinek feladata az volt, hogy Tiziano híres művét, a Mária mennybevitelét – amely a velencei Santa Maria Gloriosa dei Frariban található – adaptálja az esztergomi térhez. A különböző arányok miatt kompozíciós változtatásokat kellett végrehajtania, amit nagy mesterségbeli tudással oldott meg. Így született meg 1856-ban a világ legnagyobb, egyetlen vászonra festett oltárképe, amely 13,5 x 6,6 méteres méretével uralja a szentélyt.
A főoltár szobrait Pietro Bonani faragta, az aranyozott bronzdíszítés a bécsi Danninger-műhely munkája. A négy fő szoboralak – balról jobbra: Szent Márton, Szent Gellért a kis Szent Imrével, Szent Adalbert és Szent Mór – mind magyar, illetve pannóniai vonatkozású. Az oltár előlapjának márványdomborműve Leonardo da Vinci Utolsó vacsorájának parafrázisa. A két hatalmas kandeláber talapzatán bibliai jelenetek: Izsák feláldozása és Mózes a rézkígyóval láthatók.

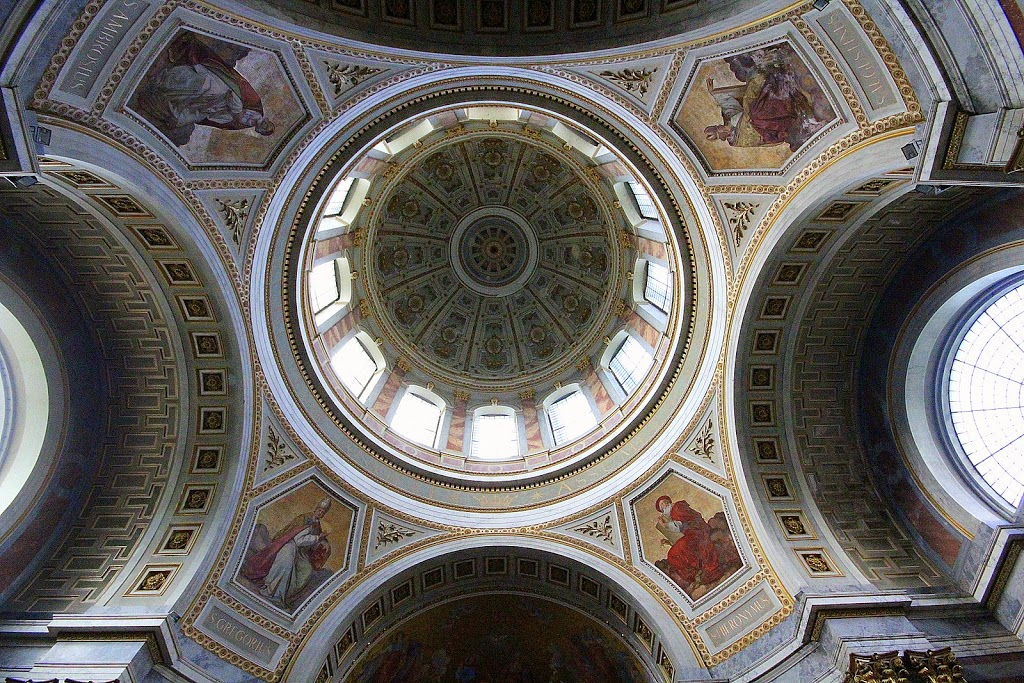
A kupola belső díszítése és a csegelyekben látható alakok (fentről balról jobbra az óramutató járásával): Szent Ambrus, Szent Ágoston, Szent Jeromos és Szent Gergely pápa

A szentélyt díszíti továbbá a színes márványból készült, egykori prímási trónus (Lippert József munkája), ma már használaton kívül. Szemben vele papi szék áll, mögötte a szentély orgonája. A stallumok, a szószék és a volt prímási szék míves tölgyfafaragásai a bécsi Liester-cég műhelyéből származnak. A mennyezeten Ludwig Moralt freskója, A Szentháromság diadala látható, a Müncheni Festészeti Akadémia mesterének alkotása. A csegelyekben a négy nyugati egyházatya – Szent Ambrus, Szent Ágoston, Szent Jeromos és Szent Gergely pápa – portréi láthatók, szintén Moralt munkái. A mellékoltárok feletti freskók is tőle származnak. A kupola mai, stukkódíszítéses formáját Antonio Detoma készítette Lippert József tervei alapján 1885–86-ban. A korábbi csillagos ég helyett reneszánsz ornamentikát alkalmaztak. A kupola alsó peremén reneszánsz betűkkel írt latin felirat olvasható: ASSUMPTA EST MARIA IN COELUM GAUDENT ANGELI – „Mária felvétetett a mennybe, örvendeznek az angyalok.” A kupola alatt elterülő, színes márványberakású padló a csillagos égboltot szimbolizálja.

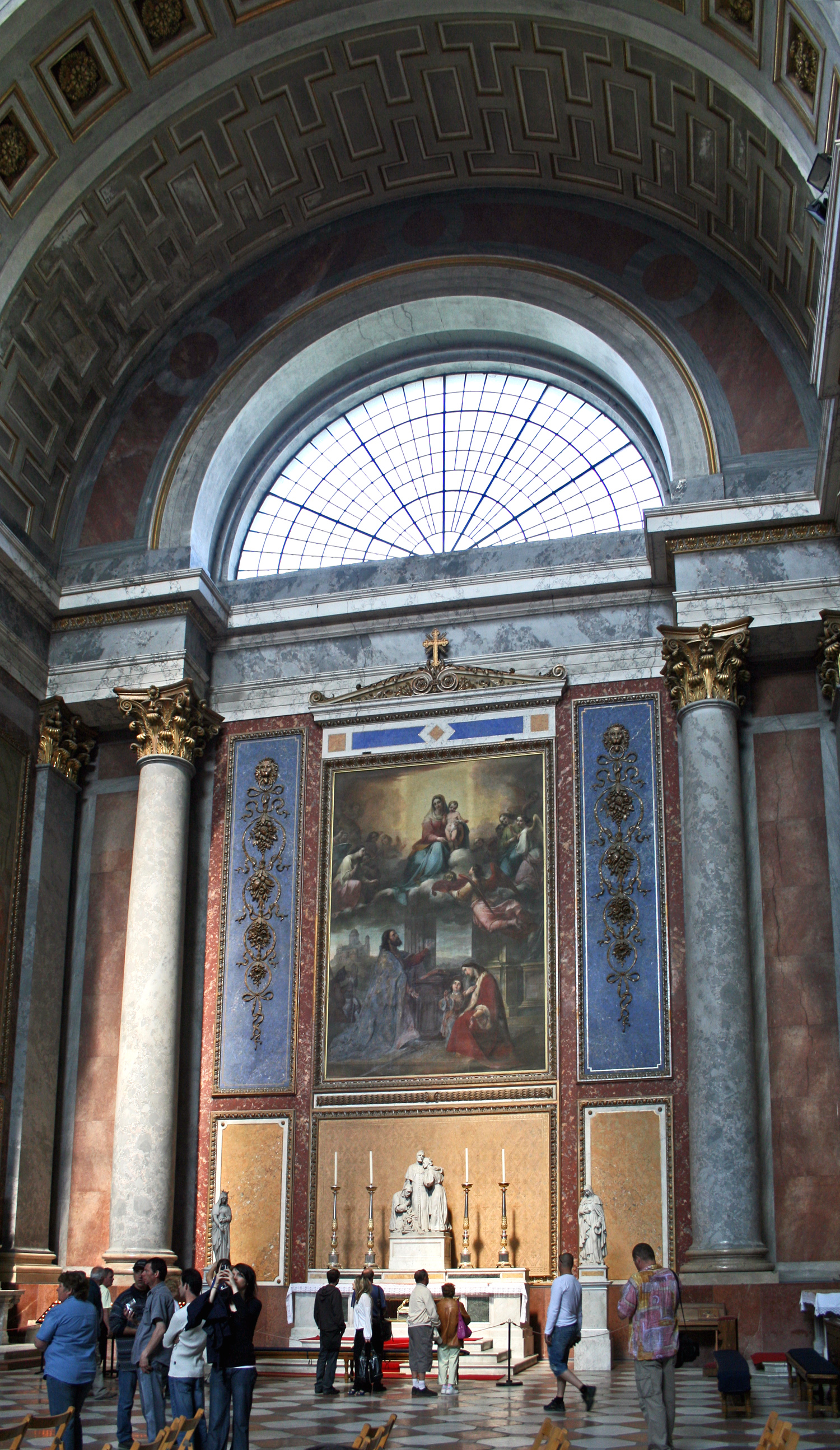
A jobb oldali kereszthajó és a Magyar szentek oltára (a főoltárképet Grigoletti kezdte el ám Anton Mayer fejezte be)

A bal oldali kereszthajó végében található a Szent Kereszt-oltár. Oltárképét Grigoletti egyéni kompozícióban festette meg: a Megfeszített lábánál a bűnbeesés allegóriája jelenik meg. Ádám és Éva alakját nem koponyával vagy csonttal jelölte, hanem élő, drámai szereplőként helyezte el: Ádám homlokára tett kézzel a bűntudat felismerésében, Éva pedig könyörgő tekintettel néz Krisztusra. A plasztikai díszítés, az angyalszobrok és a tabernákulum Pietro Bonani munkái. A Szent József-oltár márványszobrait Johann Meixner készítette, ahogy a vele szimmetrikusan elhelyezkedő Szent Adalbert-oltár szobrait is. Mellette áll a Magyar szentek oltára, amelynek főoltárképét (Szent István felajánlja az országot a Nagyasszonynak) Grigoletti kezdte el, ám halála miatt csak részben fejezte be. A befejezést Anton Mayer végezte el, aki korábban már restaurálta Grigoletti egyik munkáját. Az oltár lépcsőjénél Árpád-házi Szent Erzsébet és Szent Margit márványszobrai állnak – Bonani alkotásai. A század végén helyezték ide a három kassai vértanú szoborcsoportját (Kőrösi Márk, Pongrác István, Grodecz Menyhért), Kiss György munkáját. Ereklyéiket ezüstvázas tartó őrzi – korábban ebben őrizték a Szent Jobbot.

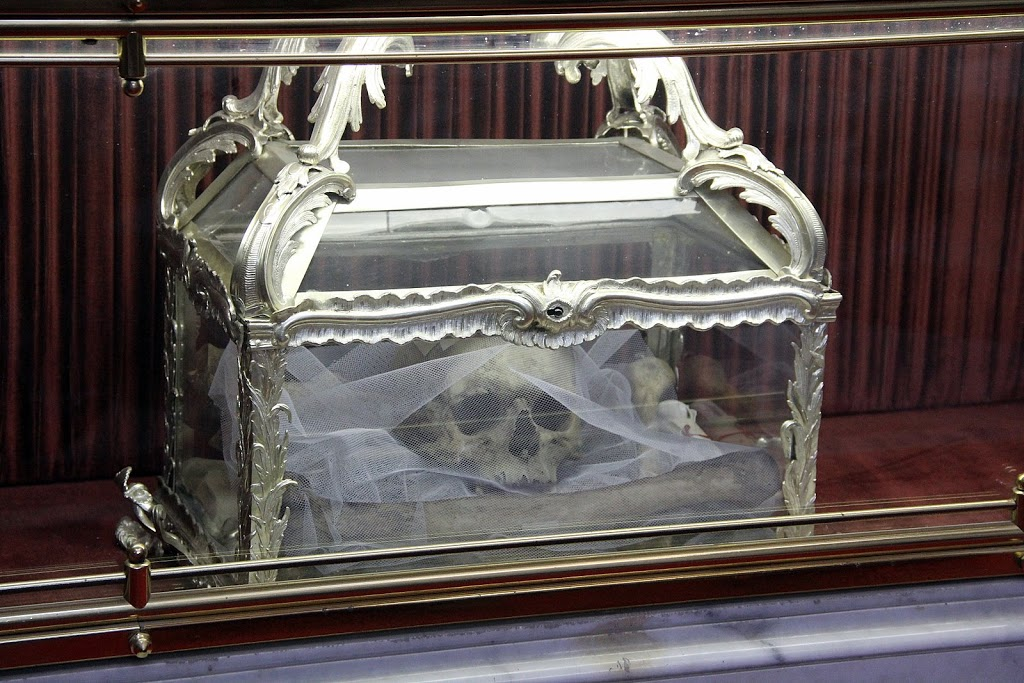
Szent Kőrösi Márk ereklyéi – korábban ebben az ereklyetartóban őrizték a Szent Jobbot

A Szent Márton-oltár és a Jézus Szíve-oltár ugyancsak Kiss György műve (mindkettőt az 1896-os millenniumi ünnepségekre ajánlották fel). Szent Márton szobra mellett IV. Béla király két másik szentéletű leányának, Szent Kingának és Boldog Jolántának a szobrai állnak. A Jézus Szíve-oltár Páduai Szent Antal és Alacoque Szent Margit térdelő alakja díszíti. A főhajóban, a kupolát tartó, bejárathoz közelebb eső két pilléren két márványszobor áll: balra Pázmány Péter, a magyar katolikus megújulás kiemelkedő alakja. A szobrot Pietro della Vedova faragta, aki a híres szónokot beszéd közben, jobbját emelve, bal kezében könyvvel ábrázolja. Bár a szobor 1884-ben elkészült, Pázmány földi maradványait nem hozták át Pozsonyból, így az esztergomi síremlék elmaradt. A szobor feletti félköríves mezőben egy reneszánsz stílusú Madonna látható. A szemközti pilléren Simor János szobra áll (Strobl Alajos műve, 1896). Simor vizsgáló tekintettel tekint a saját tervei alapján megvalósult kupolára, bal kezében a bazilika oszlopcsarnokának rajzával. A szobor fölötti timpanonban Keresztelő János, Simor védőszentje kapott helyet.

#### Bakócz-kápolna
Főcikk: Bakócz-kápolna

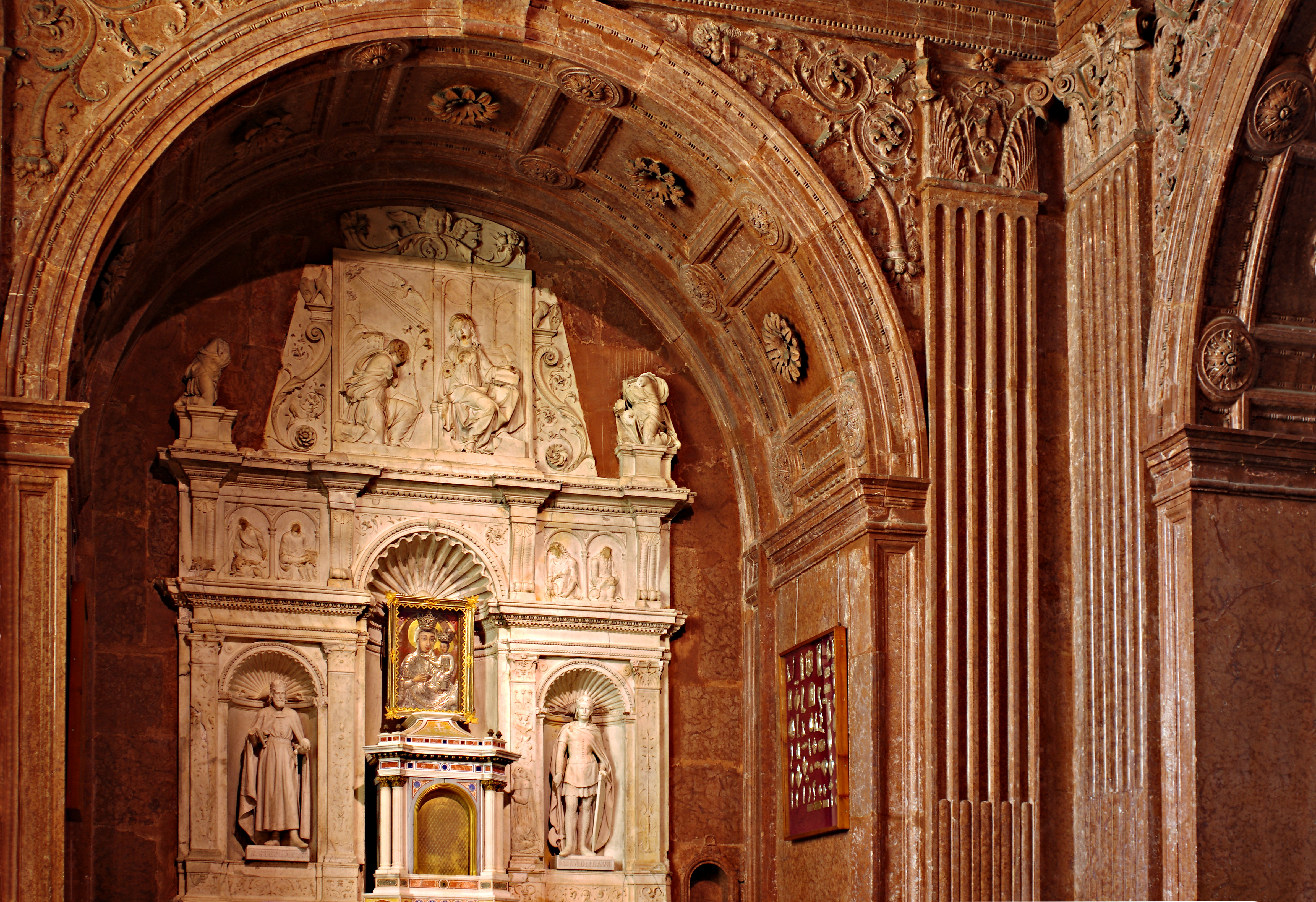
A Bakócz-kápolna reneszánsz oltára, középen a kegyképpel

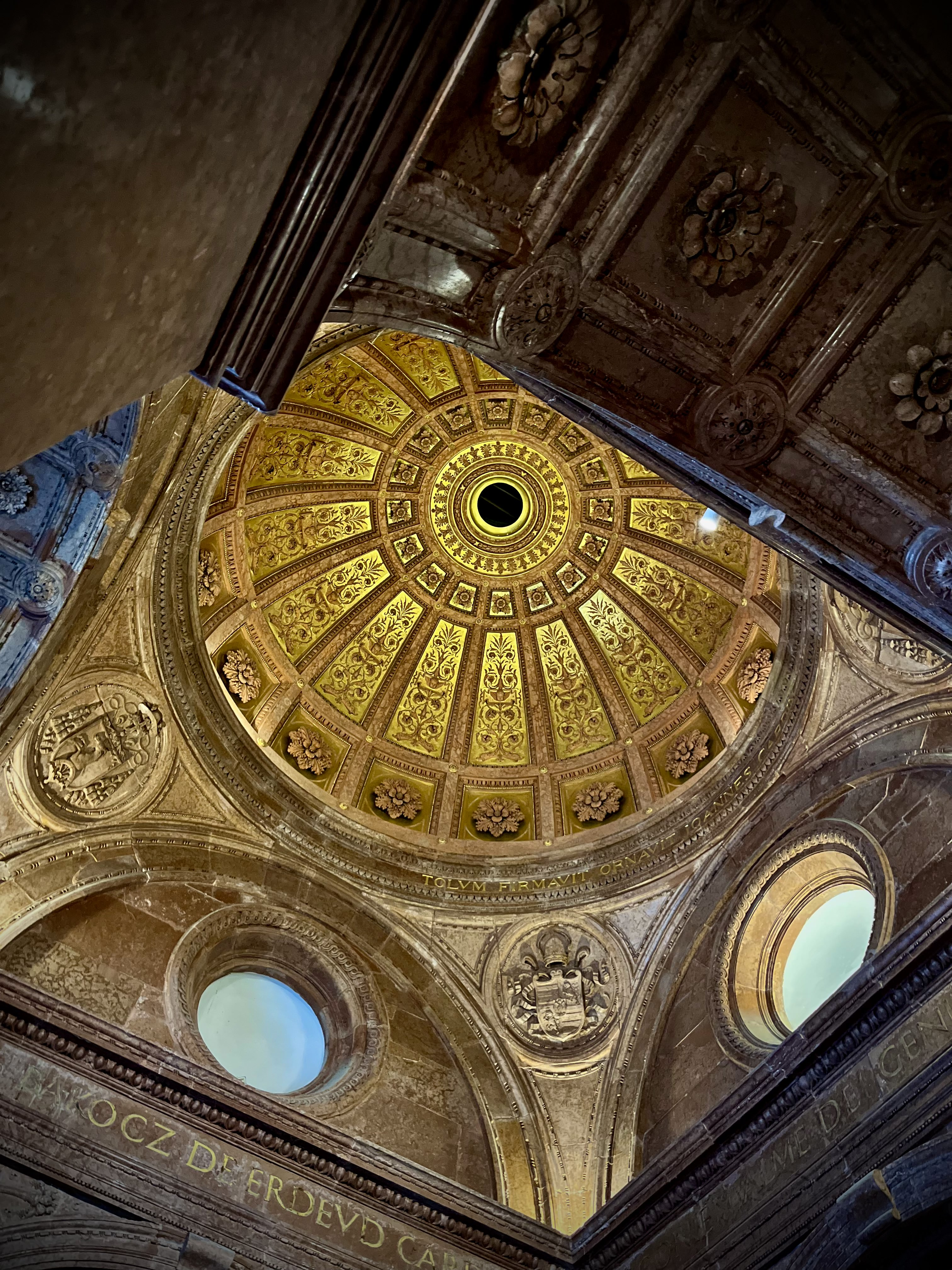
A kápolna kivilágított kupolája

A Bakócz-kápolna az egyetlen fennmaradt építészeti emlék, amely – átalakított formában ugyan, de – az eredeti, középkori Szent Adalbert-székesegyházhoz kapcsolódik. A kápolnát Bakócz Tamás esztergomi érsek építtette, aki alacsony származása ellenére a 15–16. század fordulójának egyik legbefolyásosabb egyházi és politikai szereplőjévé emelkedett. 1497-től haláláig, 1521-ig töltötte be az érseki tisztséget, és II. Gyula pápa halálát követően, 1513-ban kis híján a pápai trónra is megválasztották.
Bakócz 1507-ben kezdte el saját sírkápolnájának építtetését, amelyet a Szent Adalbert-székesegyház szerkezeti egységeként kívánt kialakítani. A kivitelezéshez itáliai mestereket hívott – köztük valószínűleg Johannes Fiorentinust –, ugyanakkor a munkálatok során hazai anyagokat használtak, mindenekelőtt a süttői vörös márványt. Az Angyali Üdvözlet-kápolna oltárának alkotója azonosítható: Andrea Ferrucci, a reneszánsz Firenzében működő Santa Maria del Fiore szobrászműhely jeles mestere készítette a megrendelt szobrokat, amelyeket 1519-ben szállítottak Esztergomba.
A török hódoltság idején a kápolna műalkotásai súlyosan megsérültek: a szobrok többségét megsemmisítették, a domborműveket megcsonkították. A török uralom végére a Szent Adalbert-székesegyház romba dőlt, azonban a Bakócz-kápolna – sérülései ellenére – használható állapotban maradt fenn. A 18. század folyamán a kápolna újabb szerepet kapott: oltárára egy máriapócsi típusú kegyképet helyeztek el, amelyhez több csodás esemény kötődött. A kép tisztelete miatt a kápolna a térség búcsújáró helyévé vált, amelyről a megmaradt ezüst fogadalmi tárgyak is tanúskodnak. A kápolnát 1874-ben restaurálták. A tabernákulum és az új kupola Antonio Detoma szobrász munkája, az építészeti tervek Lippert József nevéhez fűződnek. A kápolna – még töredékes formájában is – a magyarországi reneszánsz egyházi építészet egyedüli, ma is fennálló alkotása, kiemelkedő művészettörténeti értékkel bírva.

#### Szent István vértanú kápolna

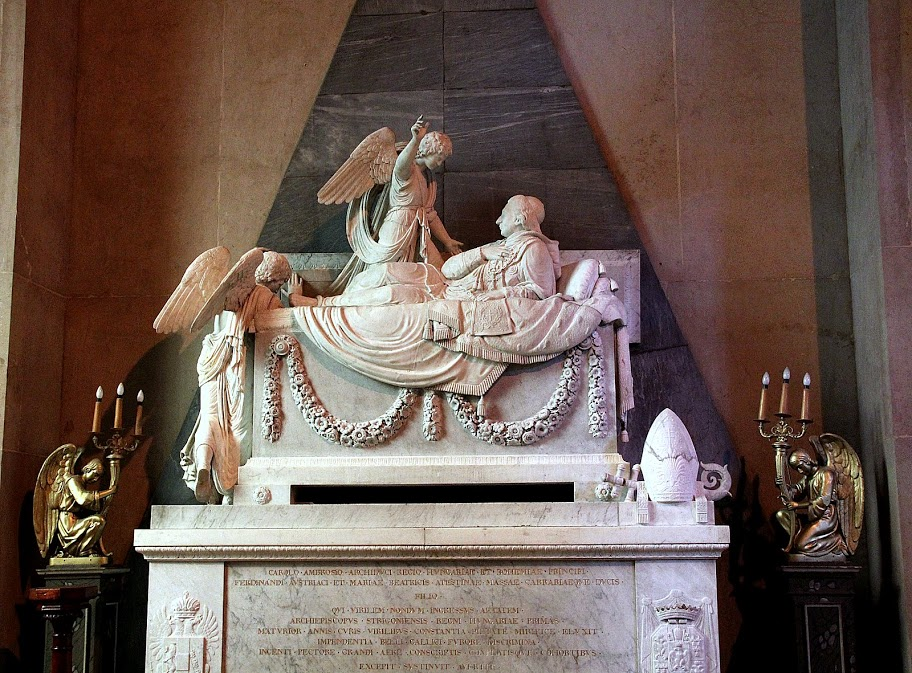
Károly Ambrus hercegprímás síremléke a főszékesegyházban található Szent István vértanú kápolnában

Szent István vértanú kápolnája azt a fejedelmi szálláshelyet hivatott megidézni, amely a hagyomány szerint Szent István király születési helye volt, és amely később prépostsági rangra emelkedett. A reneszánsz stílusú kápolna három kiemelkedő műtárgyat őriz. Az oltár központi szobrát Ferenczy István, a 19. századi magyar szobrászművészet úttörő alakja alkotta. A kompozíció Szent István diakónust, az első keresztény vértanút ábrázolja térdre hullva, karját megbocsátó gesztussal az ég felé emelve. A műhöz szorosan kapcsolódik Ferenczy kutatómunkája, amelynek során nagyméretű szobrok készítésére is alkalmas márványt fedezett fel a ruszkicai kőbányákban. Rudnay Sándor hercegprímás eredetileg Ferenczyvel kívánta a bazilika összes márványszobrát elkészíttetni, ám a művész által megszabott magas árak miatt az együttműködés meghiúsult.
Az oltárral szemben áll Károly Ambrus hercegprímás síremléke. A császári családhoz tartozó fiatal főpap mindössze egy évig töltötte be az esztergomi érseki tisztséget, mivel 1809-ben a pestisjárvány áldozata lett. A győri csata sebesültjeit látogatva fertőződött meg, és végül Tatán hunyt el. Ő volt az első prímás, akit az új kriptában helyeztek örök nyugalomra. Síremlékét testvérei rendelték meg Giuseppe Pisani modenai szobrásztól 1826-ban – az alkotás a canovai ihletésű klasszicista síremléktípus egyedülálló hazai példája. Az oltár bal oldalán egy falba süllyesztett, 17. század eleji terrakotta dombormű található, amely a Nativitást, azaz Jézus születését ábrázolja. A relief egy ismeretlen mainzi mester műve, eredetileg a Rajna menti Eltville egyik templomának díszítésére szolgált. A műtárgyat Simor János hercegprímás vásárolta meg és helyeztette el jelenlegi helyén.
A kápolna művészeti összképét két nagyméretű, bronzírozott gipszből készült dombormű egészíti ki, amelyek a két oldalkápolna bejárata fölött helyezkednek el. Johann Meixner alkotásai közül a Bakócz-kápolna felett Krisztus jeruzsálemi bevonulását ábrázoló jelenet látható. Az ablakok között felfedezhető a megrendelő Scitovszky János prímás, valamint Meixner arcképe is. A szemközti falon, tehát a Szent István vértanú kápolna fölött, Krisztust ábrázolta a művész a gyermekek között – egyfajta ikonográfiai párhuzamot teremtve az evangéliumi jelenetekkel és a kápolna tematikájával.

#### Altemplom

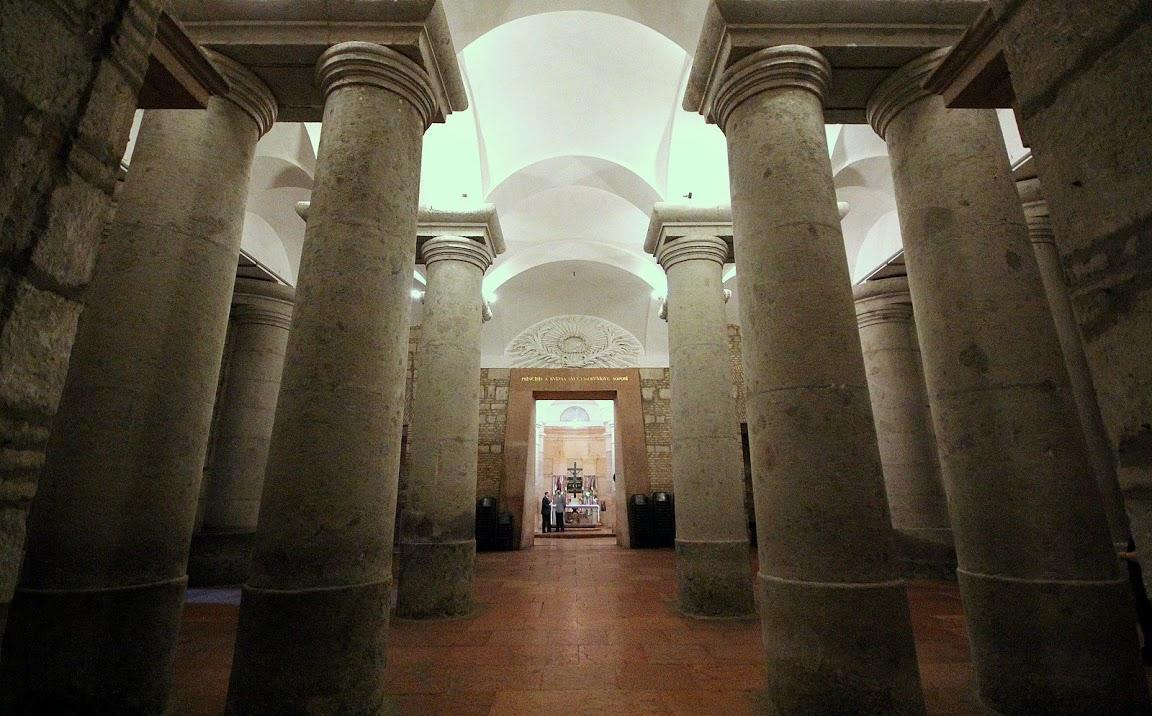
Az esztergomi bazilika óegyiptomi stílusban épült altemploma

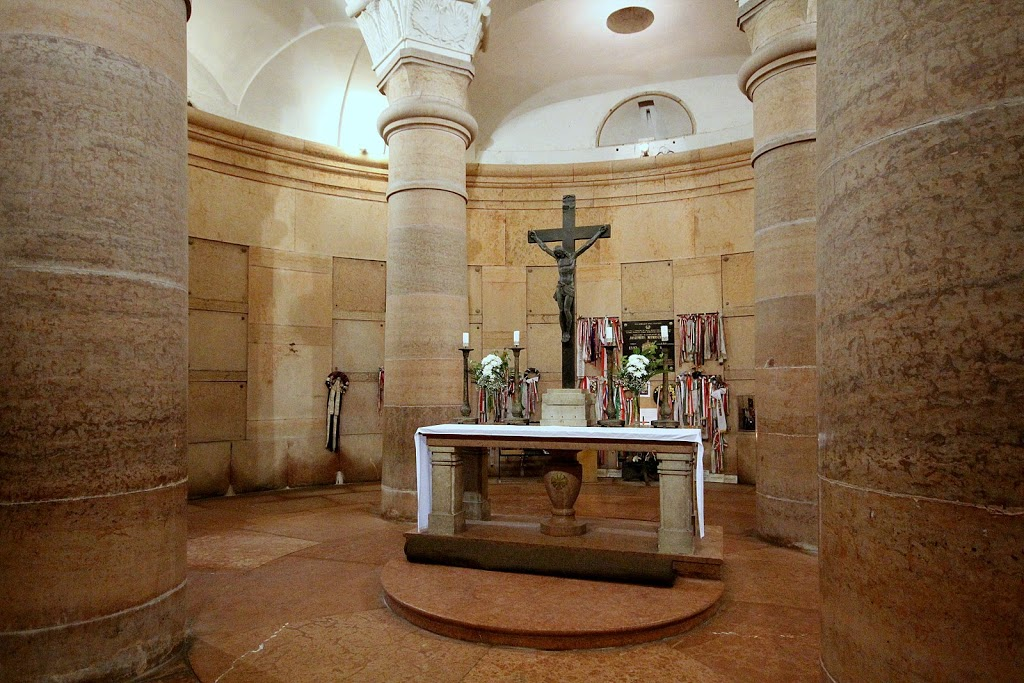
Az altemplom rotundája az oltárral, a háttérben Mindszenty József hercegprímás sírhelyével

Az esztergomi bazilika altemplomába 57 lépcsőfokon keresztül vezet az út. A monumentális, óegyiptomi stílusú tér Packh János építész tervei alapján készült el az 1830-as évek elején, és a klasszicista monumentalitás egyik legjelentősebb hazai példájának tekinthető. A lejáratnál két nagyméretű allegorikus szobor fogadja a látogatót: Andreas Schroth alkotásai az Elmúlást és az Örök Életet jelenítik meg, a keresztény halálfelfogás szimbolikus dimenzióit érzékeltetve.
Az altemplom sírkamráiban és folyosóin több száz sírfülke sorakozik, köztük a középkori templom romjai között feltárt, nagy történeti és művészeti értékkel bíró sírkövek is helyet kaptak. Ilyen például Vitéz János humanista főpap sírköve, aki Mátyás király nevelője és tanácsadója volt, valamint Szécsi Dénesé, aki a uralkodó koronázását celebrálta. Így ezek a síremlékek nemcsak egyháztörténeti, hanem nemzeti szempontból is kiemelkedő jelentőséggel bírnak.
A belső rotundában nyugszik a Habsburg–Estei-házhoz tartozó Károly Ambrus főherceg, valamint az őt követő valamennyi esztergomi érsek, így a templom altemploma a magyar katolikus egyház egyik legfontosabb temetkezési helyévé vált. Itt helyezték végső nyugalomra Mindszenty József bíboros, hercegprímás földi maradványait is, akinek holttestét 1991-ben hozták haza Mariazellből, Ausztriából. A közismert és tisztelt egyházi személyiség sírja zarándokhellyé vált: II. János Pál pápa is imádkozott itt, kifejezve tiszteletét a kommunista üldöztetés mártírjaként számon tartott főpap előtt. Az altemplom nyugati oldalának különálló termében található Csernoch János hercegprímás síremléke, amelyet Zala György szobrászművész alkotott 1930-ban. A műalkotás nem csupán emlékhely, hanem egyben a két világháború közötti magyar egyházi reprezentáció szimbolikus megnyilvánulása is.

#### Orgona
Főcikk: az esztergomi bazilika orgonája

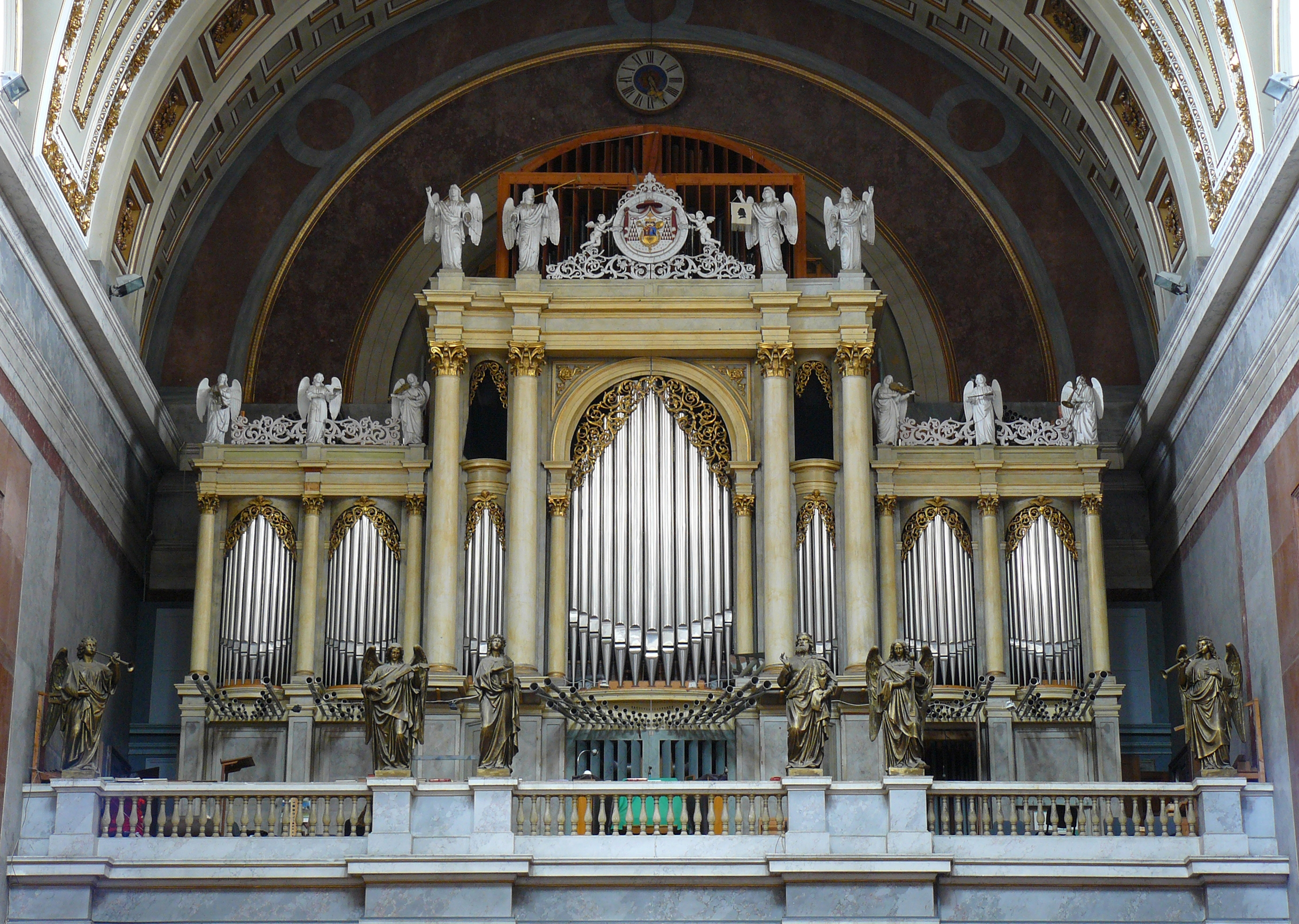
Az esztergomi bazilika orgonája a 2022-es felújítását megelőzően

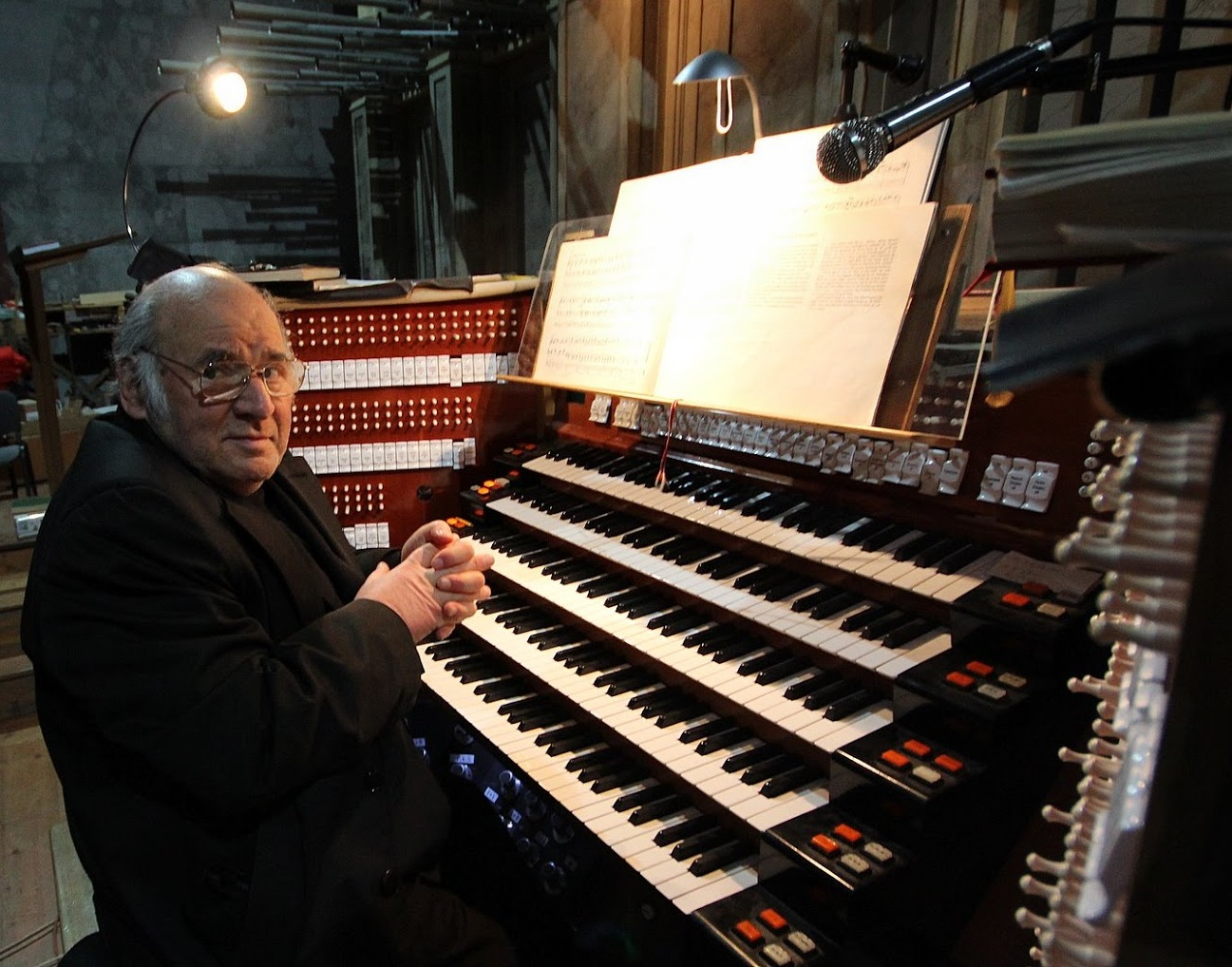
Baróti István, a székesegyház korábbi orgonistája a bazilika orgonájánál 2013-ban

A főszékesegyház orgonáját Ludwig Mooser, a 19. századi osztrák orgonaépítészet jelentős mestere készítette, és 1856. augusztus 31-én avatták fel ünnepélyes keretek között. A hangszer eredetileg három manuállal, 49 regiszterrel és mechanikus csúszkaládás rendszerrel készült. A harmadik manuál kúpládás szerkezetben épült, redőnyszerű, vízszintesen elrendezett zsalulevelekkel, amelyek hangdinamikai szabályozást tettek lehetővé. A szabadon álló játszóasztal különlegessége a beépített claveoline nevű harmoniumsíp-sor, amely az orgona hangzásvilágát egyedi színnel gazdagítja.
A hangszer hangképi jellege erőteljesen tükrözte az 1800-as évek közepének Salzburg környéki orgonaművészeti hatásait, hiszen Mooser ennek a régiónak az orgonaépítési hagyományait hozta magával a Magyar Királyságba. Az orgona kezdetben megbízhatóan működött, azonban már az első évtizedekben jelentkeztek bizonyos problémák, elsősorban a légellátás és a mechanikai elemek működésében. Az első világháború során a homlokzati ónsípokat hadi célokra rekvirálták, ezek pótlása csupán 1924-ben történt meg. A második világháború újabb súlyos károkat okozott. A háborút követően, 1947-ben a budapesti Rieger Ottó cége ideiglenes megoldásként egy pneumatikus rendszerű, kétmanuálos, kúpládás orgonát épített a meglévő orgonaház bal oldalába. Ez a hangszer, amely provizóriumként funkcionált, egészen 1980 novemberéig maradt használatban.
Az orgona újjáélesztésében kiemelkedő szerepet játszott Baróti István, aki az 1970-es évek közepétől egészen 2014-es haláláig töltötte be a székesegyház orgonistájának tisztségét. Az ő nevéhez fűződik a megmaradt Mooser-sípsorok megőrzése, dokumentálása és felhasználása a hangszer újratervezésében. Baróti vezetésével és szakmai irányítása alatt a hangszer fokozatosan bővült, és a 2014-es év végére már több mint 80 regisztert számlált, így a térség egyik legnagyobb orgonájává vált. 2022-ben átfogó újjáépítési munkálatok kezdődtek, amelyek az orgona teljes restaurálását is magukban foglalják. Ez a projekt a főszékesegyház nagyszabású, több évre tervezett felújítási programjának részeként valósul meg, célja pedig az eredeti Mooser-orgona történeti értékeinek megőrzése, valamint korszerű műszaki megoldásokkal való kiegészítése.

#### Harangok

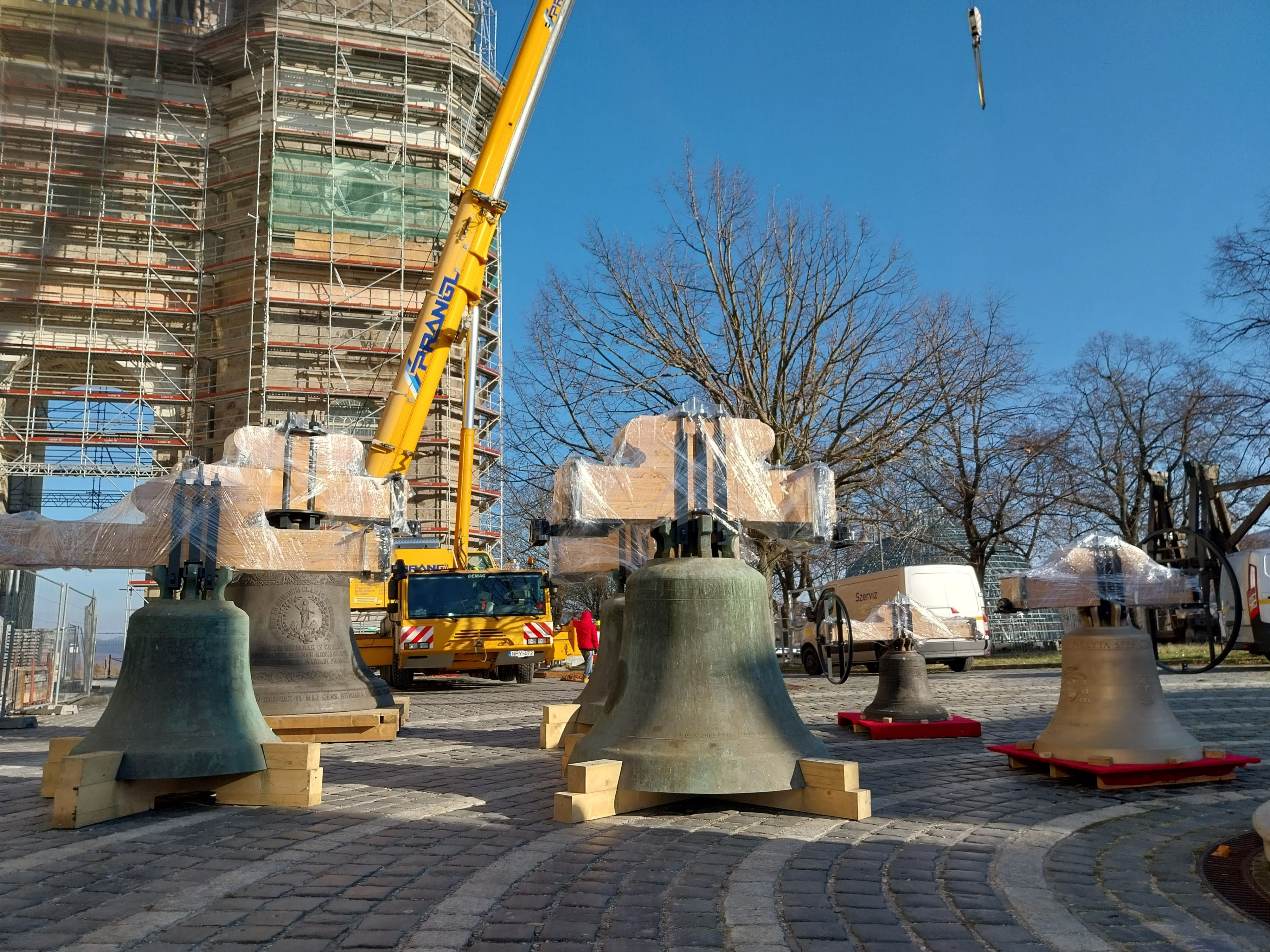
A bazilika harangjai a beemelésük előtti percekben (2023. december 4.)

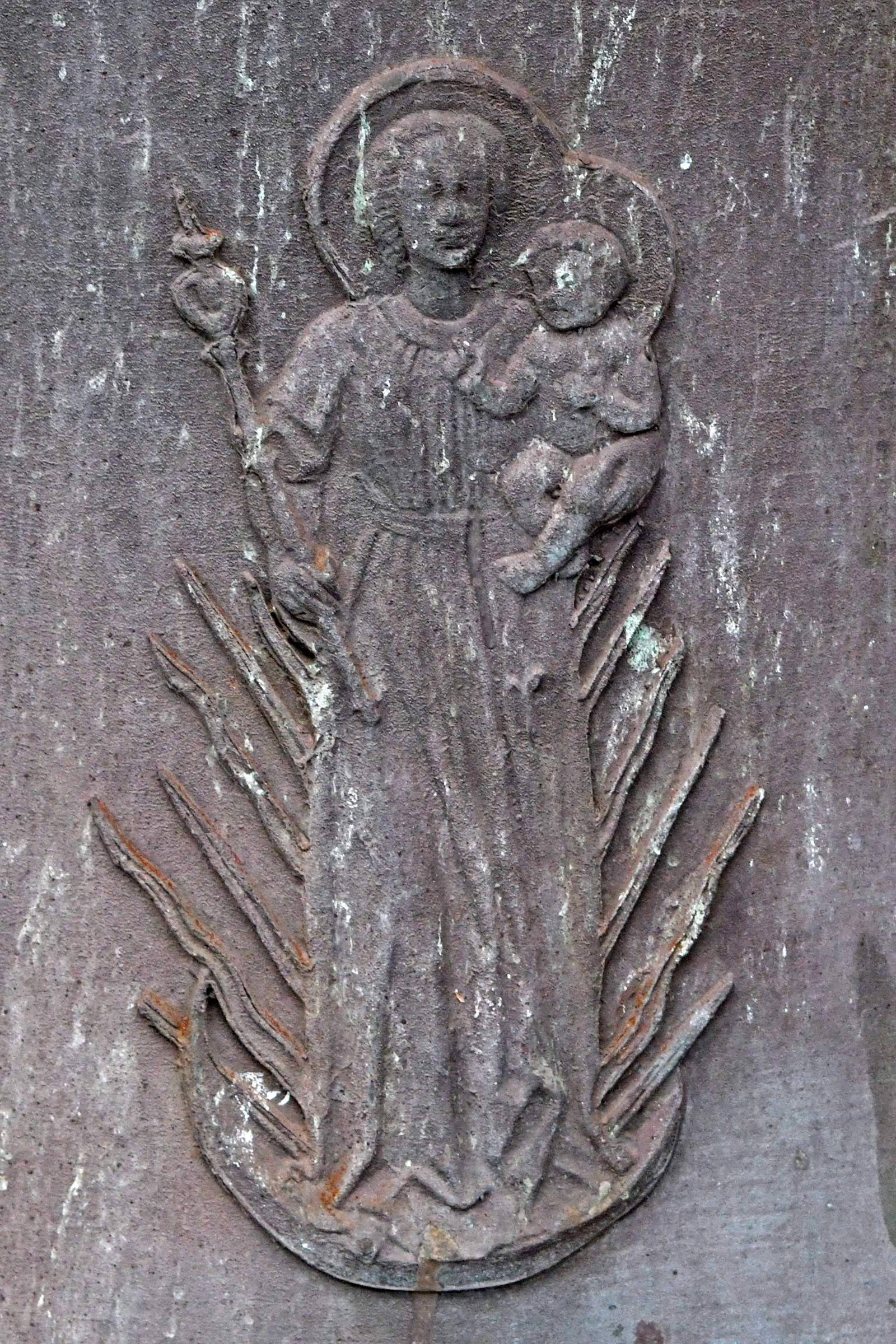
Az egyik harang részlete

A bazilika harangállománya 2023 decemberétől összesen hét harangból áll, amelyek valamennyiét a székesegyház déli, szemből nézve bal oldali – a Duna túlpartjáról nézve jobb hátsó – tornyában helyezték el. A bazilika északi oldaltornya továbbra is üres, ebben soha nem került elhelyezésre harang. A templomtérben különálló kiállítási elrendezésben kerül majd elhelyezésre az 1751-es évszámot viselő, 20 kilogrammos úgynevezett „lélekharang”. A harangegyüttes legnagyobb darabja a Magyarok Nagyasszonya-nagyharang, amely 5827 kilogrammos tömegével, 218,5 cm-es átmérőjével, valamint Gesz0 alaphangjával a Dunántúl legnagyobb, országos viszonylatban pedig a negyedik legnagyobb harangnak számít. A harangot Szlezák László harangöntő mester készítette 1938-ban, miután az elődje, egy 5467 kilogrammos harang 1930-ban megrepedt, és újraöntése vált szükségessé.
A 2023-as év során, a bazilika átfogó felújításával párhuzamosan, a harangok restaurálására és részleges pótlására is sor került. A plébánia 2023 októberében három harangot vásárolt egy lebontás alatt álló németországi templomból. Emellett megrendelést adott egy új harang öntésére az innsbrucki székhelyű, nagy múltú Grassmayr harangöntödének, amelynek eredményeként elkészült a Szent István-harang, egy 770 kilogrammos, fisz1 alaphangú harang. A meglévő régi harangok közül kettőt restauráltak, így összesen hat, a liturgikus gyakorlatba integrálható harang került elhelyezésre a toronyban. A hetedik, a korábban említett 20 kilogrammos lélekharang, kis mérete és sajátos hangkaraktere miatt a templomtérben kerül kiállításra a közeljövőben.
Az új és felújított harangok – összesen hat darab – ünnepélyes megáldására 2023. december 3-án, Advent első vasárnapján került sor Erdő Péter bíboros celebrálásában. A harangok toronyba történő beemelése 2023. december 4-én és 5-én valósult meg. Ezzel a harangállomány részleges rekonstrukciója révén szimbolikusan is pótlásra került az első világháború során rekvirált eredeti harangegyüttes. A hat toronyba került harang közül kettő – a felújított Magyarok Nagyasszonya-nagyharang és az új öntésű Szent István-harang – 2023. december 25-én, karácsony napján, 10:30-kor szólalt meg először liturgikus keretek között. Az új harangok (amiket eredetileg Karl Czudnochowsky müncheni harangöntő készített 1964-ben) között található továbbá: a Jézus-harang (amely 2902 kilogrammos, b0 alaphangon szólal meg), a Szűz Mária-harang (1670 kg, cisz1), valamint a Szent József-harang (1181 kg, disz1).
A toronyba elhelyezett új középharang – amely funkcionálisan a korábbi lélekharang szerepét veszi át – 280 kilogramm tömegű, 81 cm átmérőjű, b1 alaphangú, és Schaudt András öntötte 1858-ban, Budapesten. Végül, a legkisebb harang a már korábban említett régi lélekharang, amely 20 kilogrammos tömegével, 31 cm átmérőjével és d3 alaphangjával szólal meg. Ezt a harangot Joseph Steinstock budai öntőmester készítette, felirata alapján 1751-ben. Az évszám arra utal, hogy a harangot az esztergomi egyházközség készen vásárolta meg, és nem kifejezetten Esztergom számára készült.

## Galéria

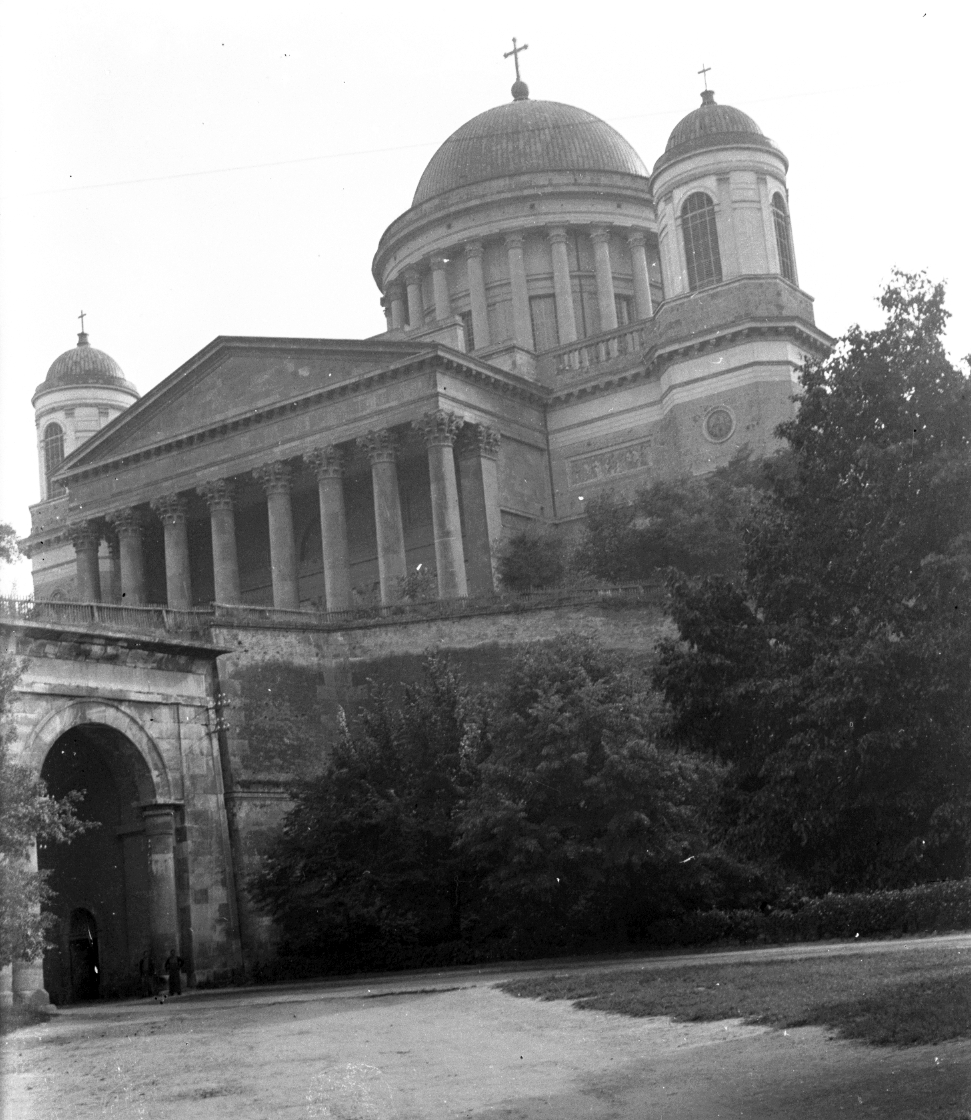
A bazilika és a Sötétkapu (1936)
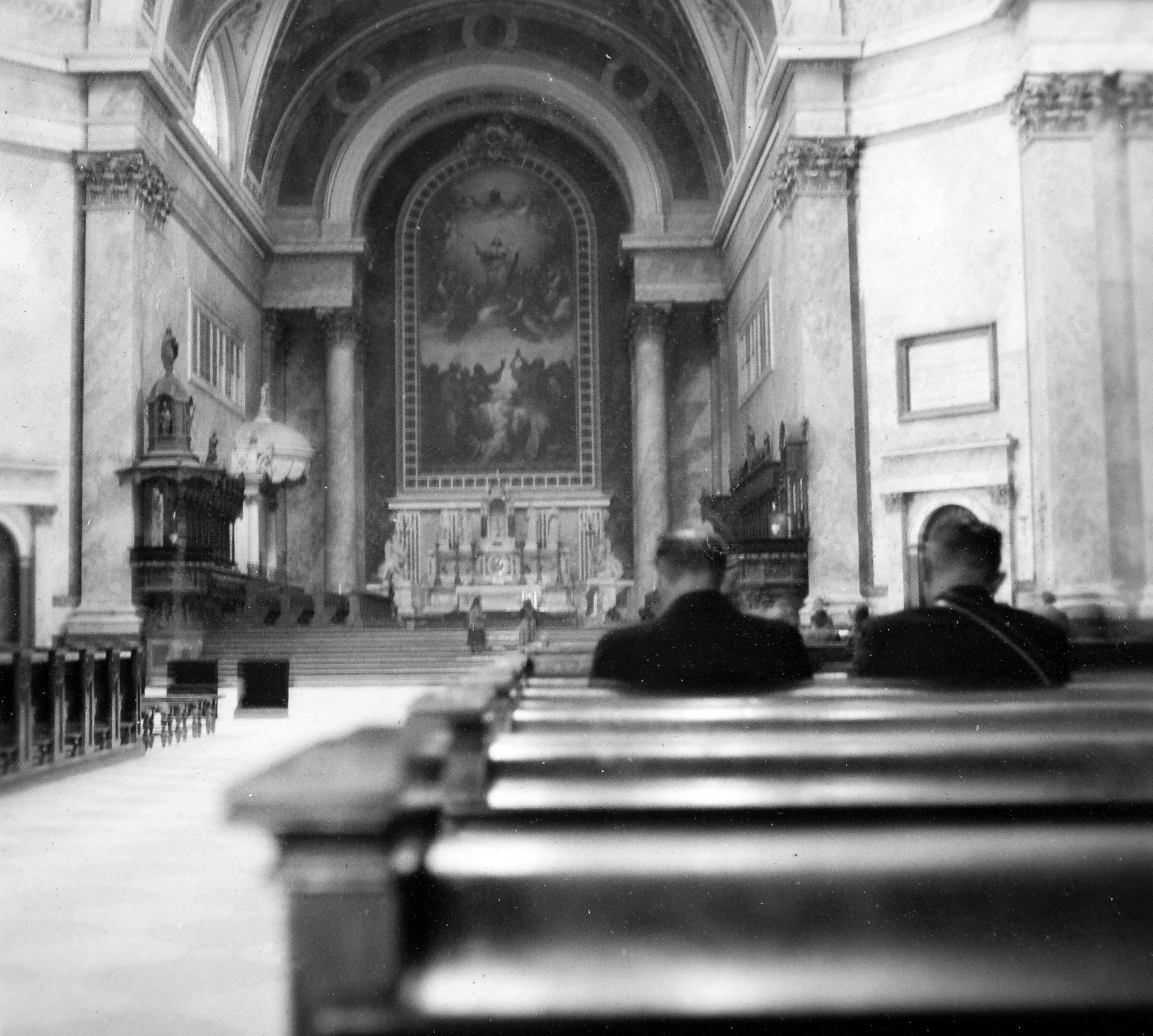
A belső tér és a főoltár (1938)
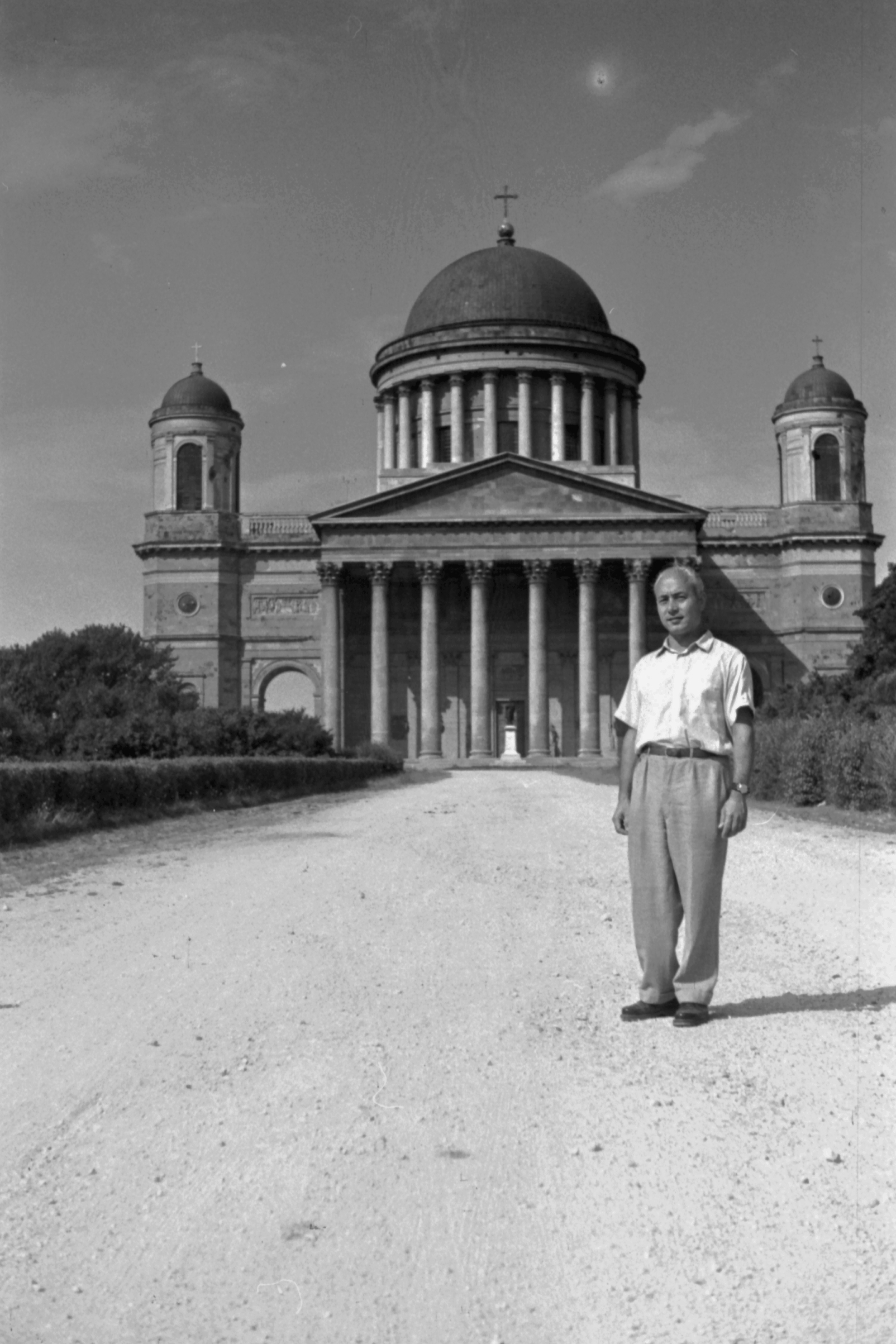
Férfi portréja a bazilikával 1958-ból
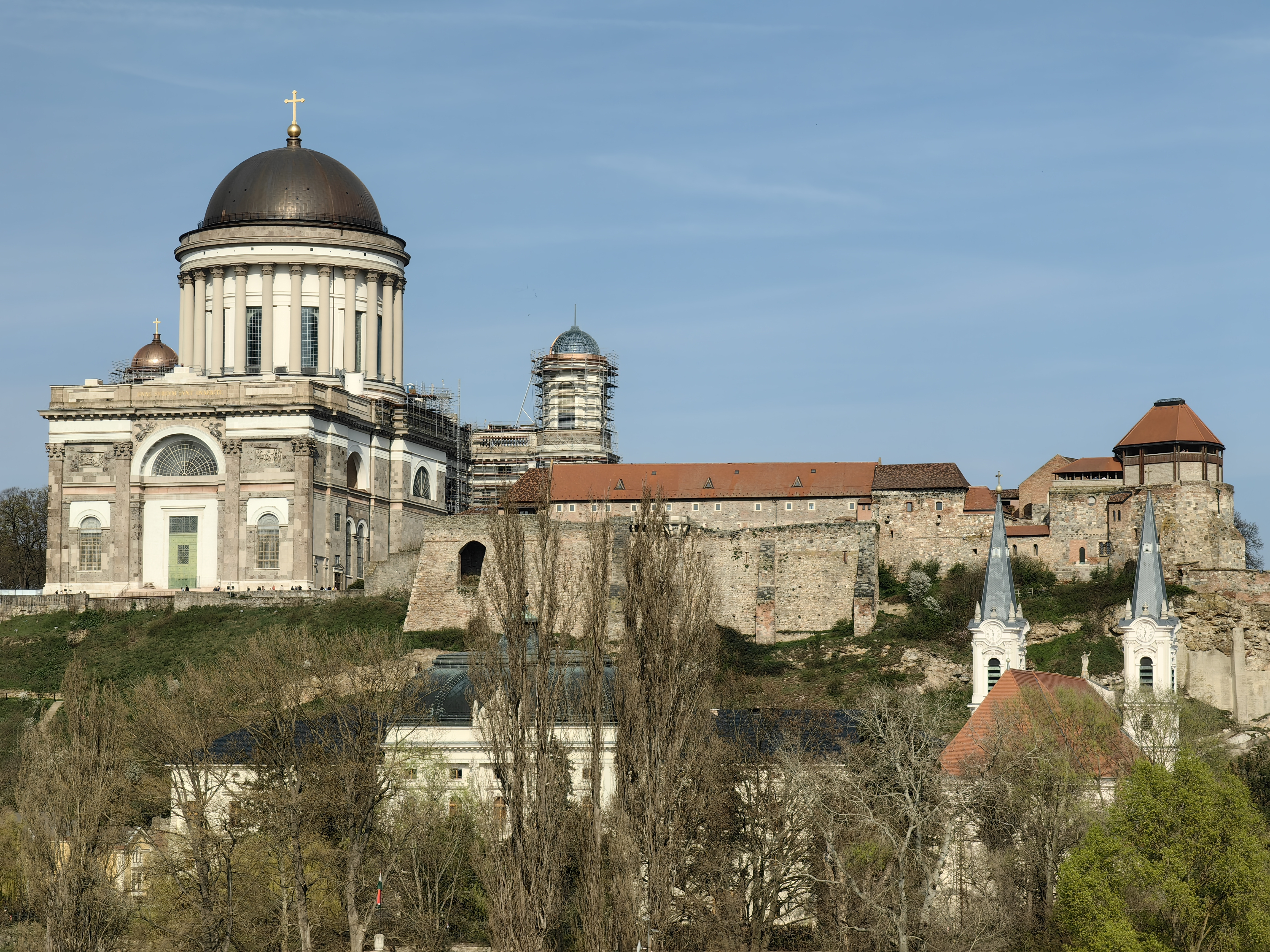
A felújítás alatt lévő főszékesegyház 2024 tavaszán, előtérben a Prímási palota és a vízivárosi templom

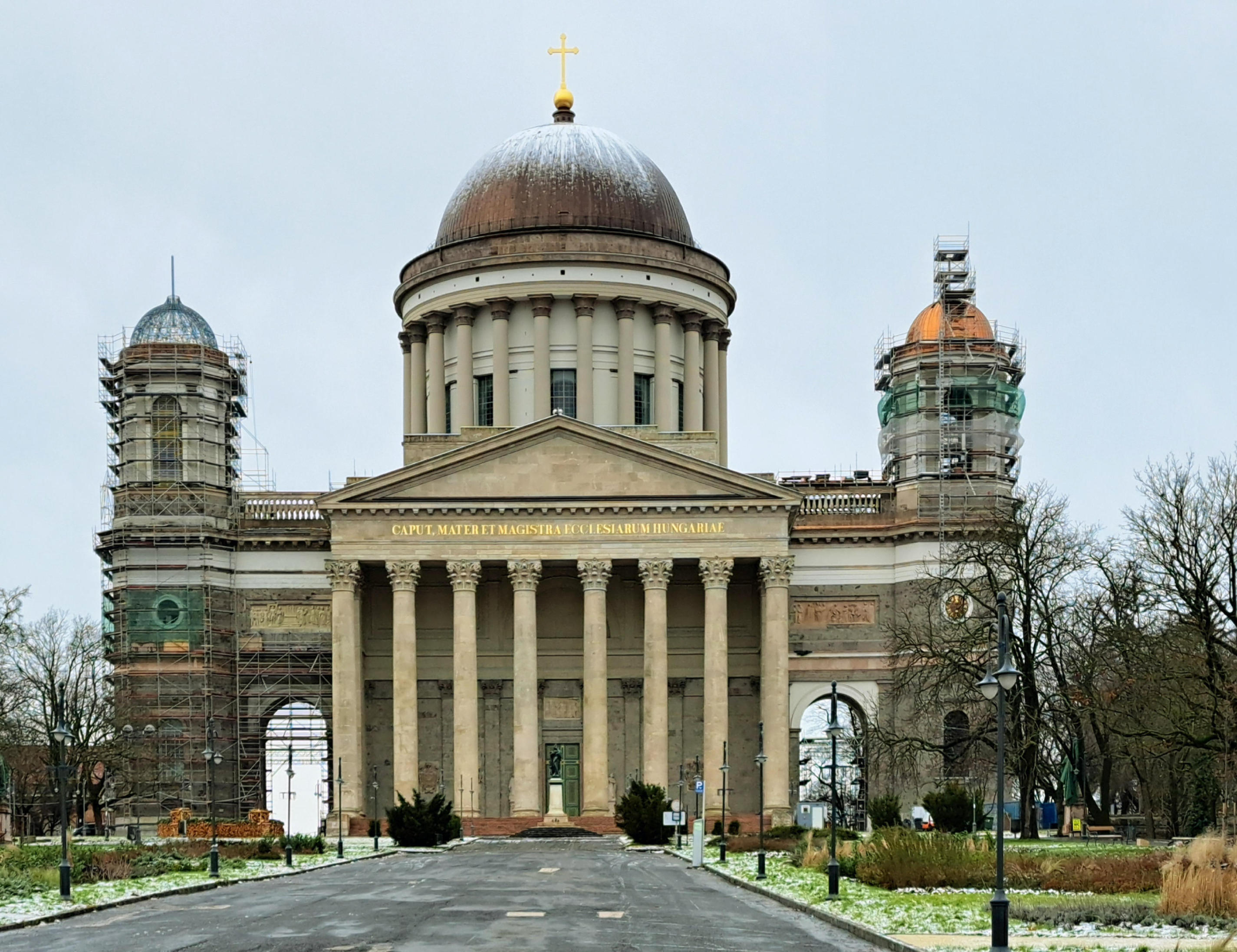
A főszékesegyház felújítás alatti főhomlokzata (2023 decembere)
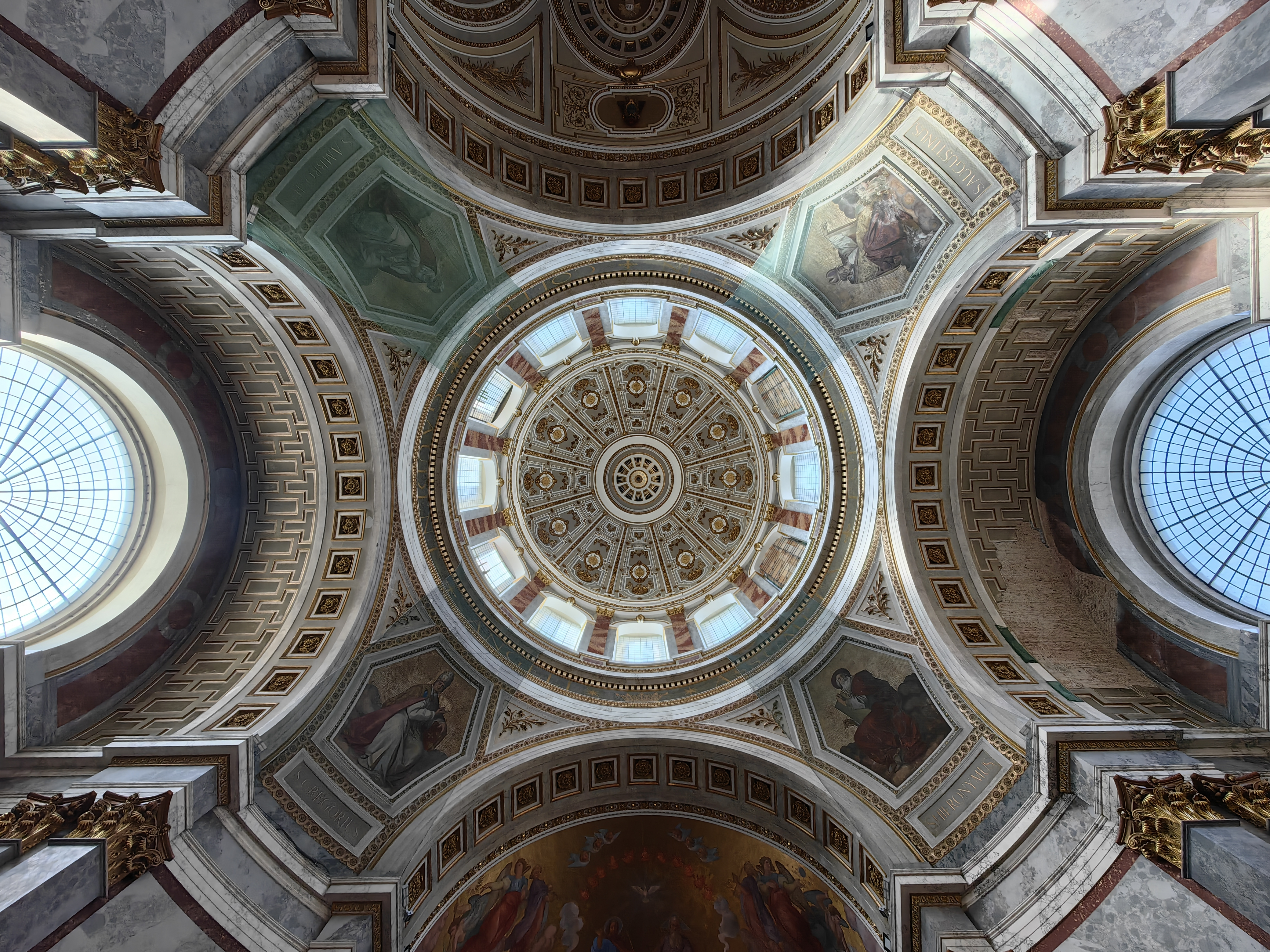
A kupola belső látképe a renoválását megelőzően
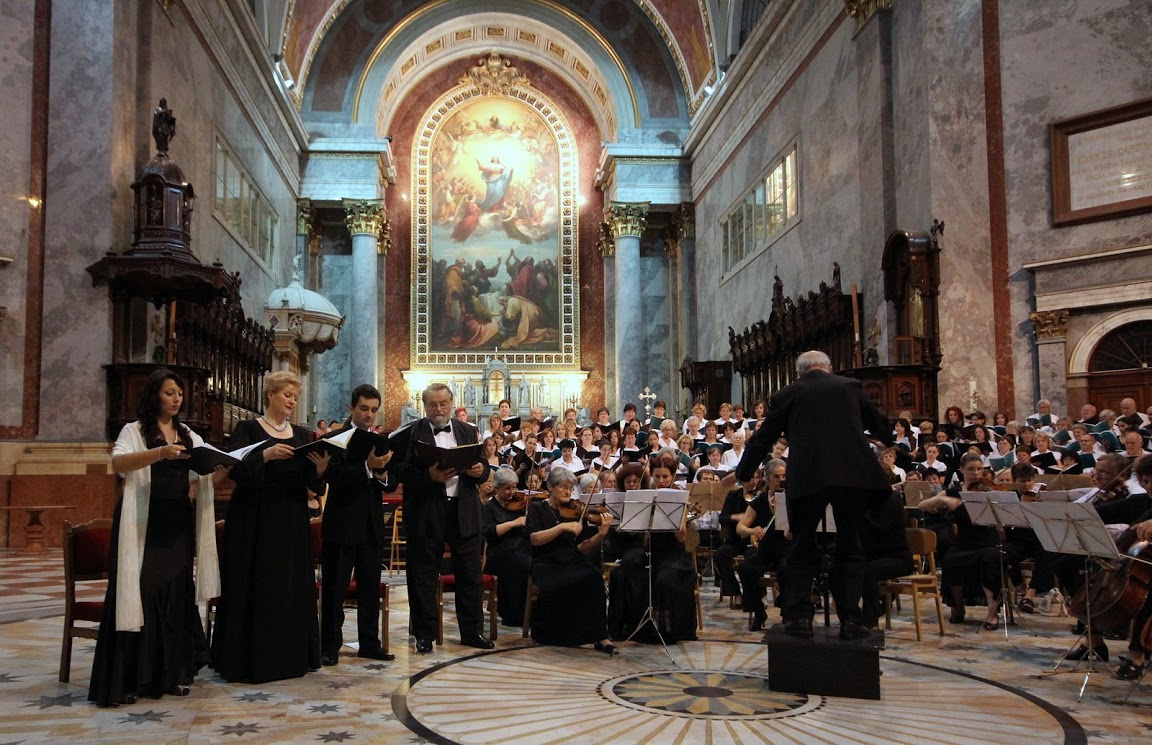
Liszt Ferenc Esztergomi mise c. művének előadása a főszékesegyházban (2011)

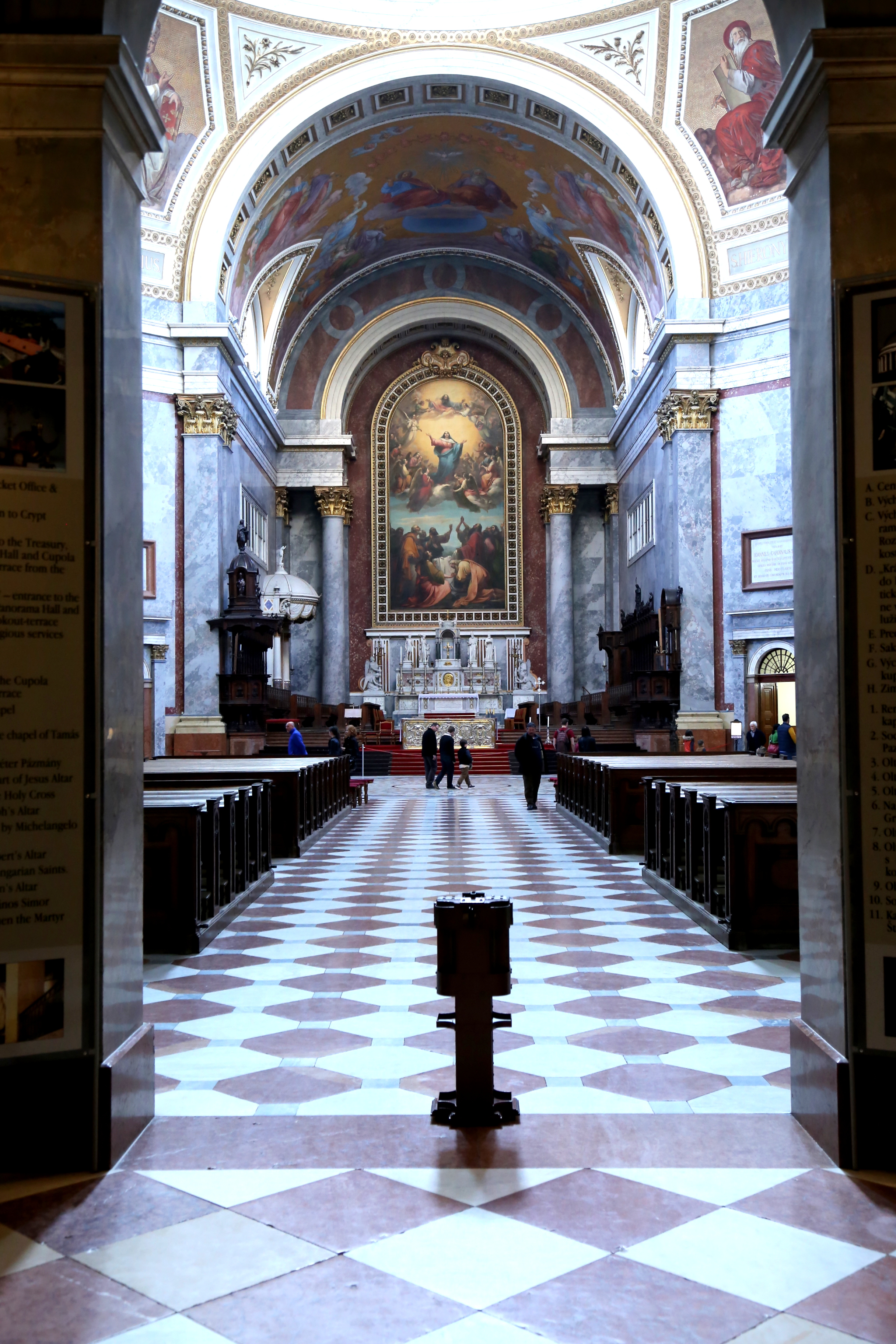
A bazilika belső tere
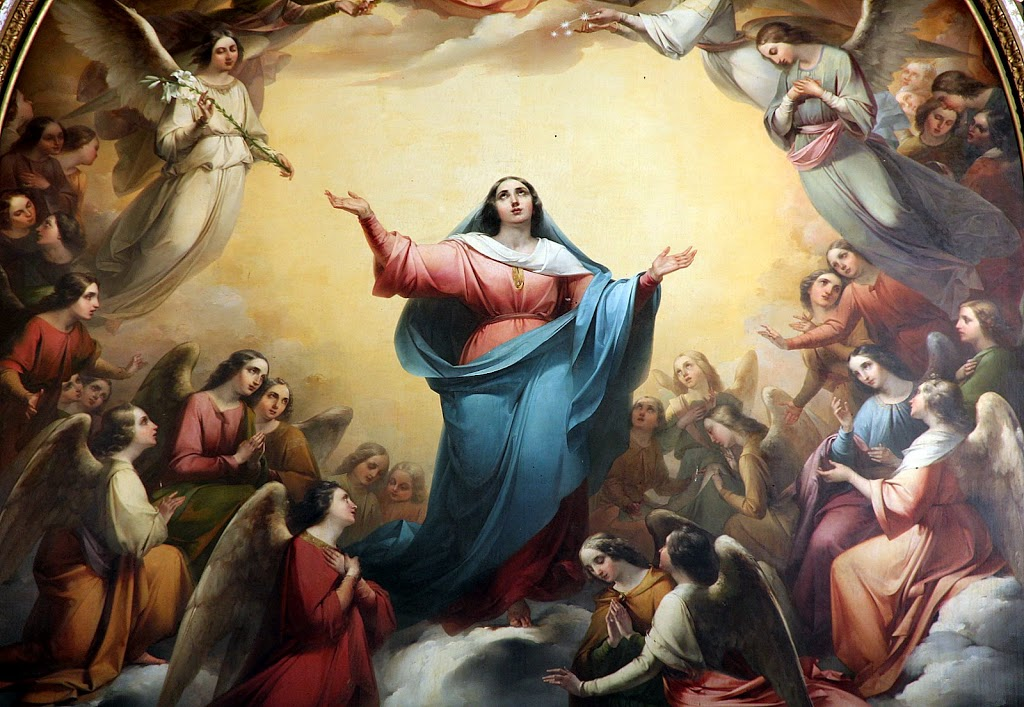
Részlet a Mária mennybevitele főoltárképből (Michelangelo Grigoletti)
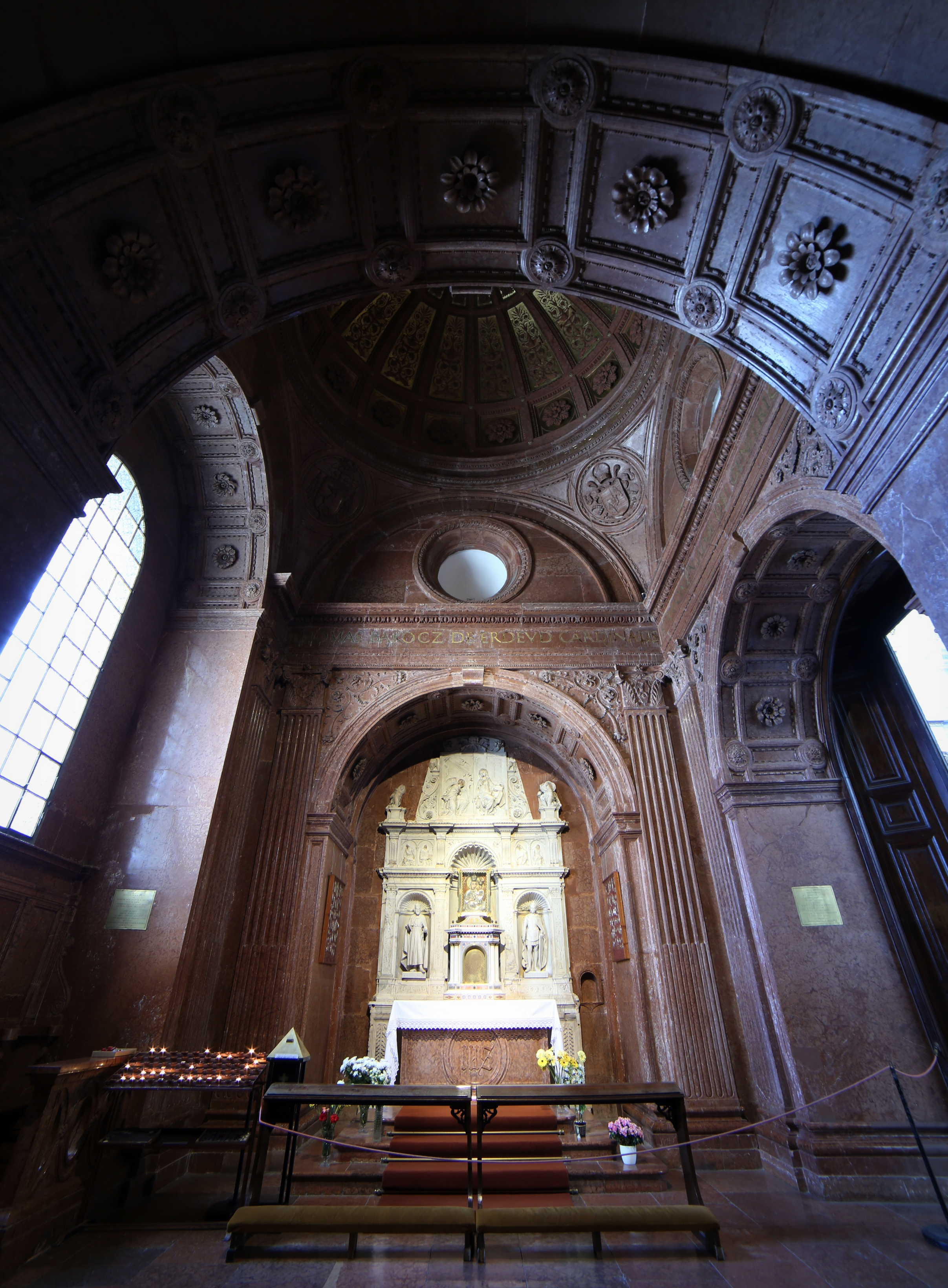
A Bakócz-kápolna
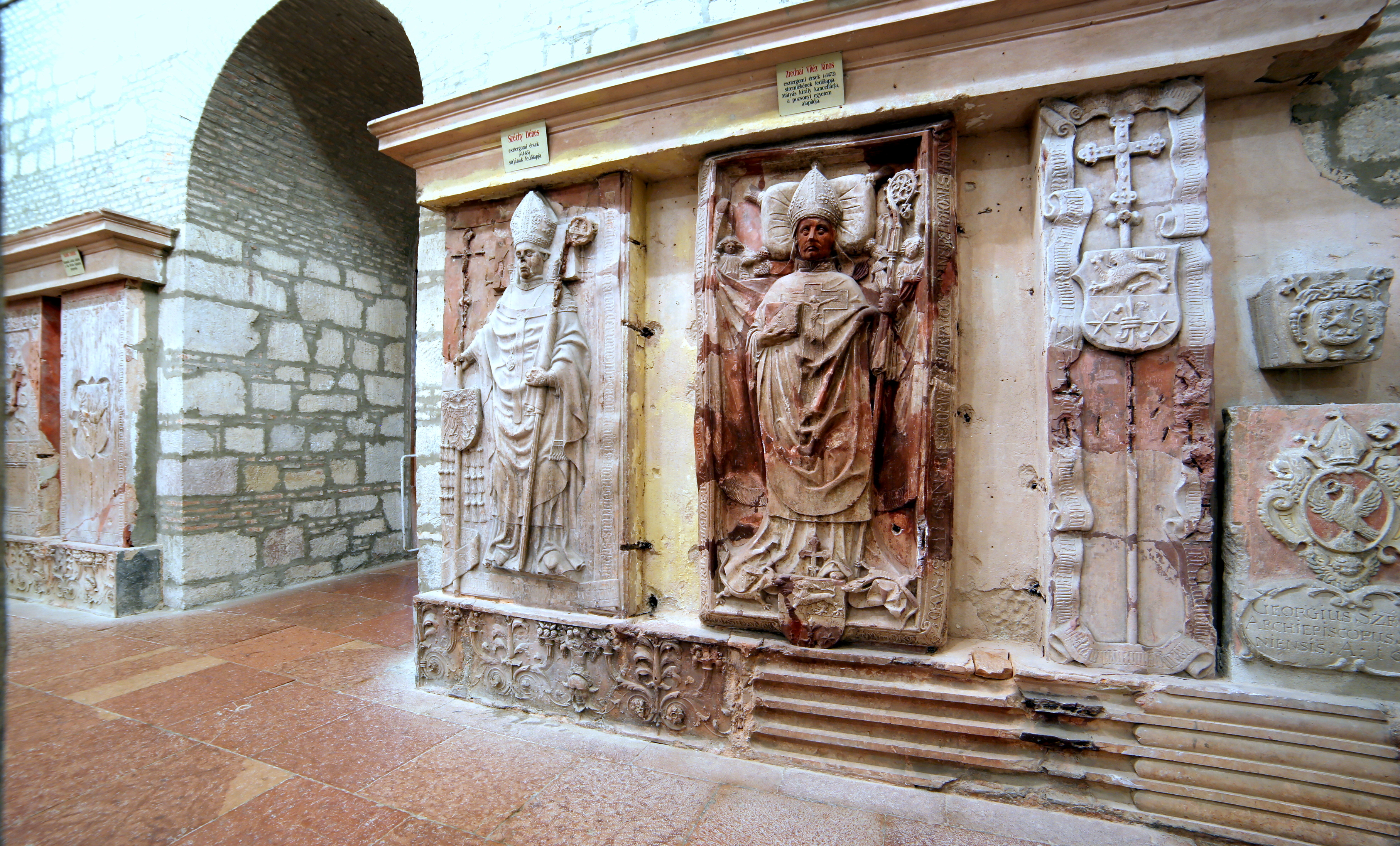
Érsekek síremlék-fedlapjai az altemplomban: Szécsi Dénesé (balra) és Vitéz Jánosé (jobbra)